# Historia del arco de herradura

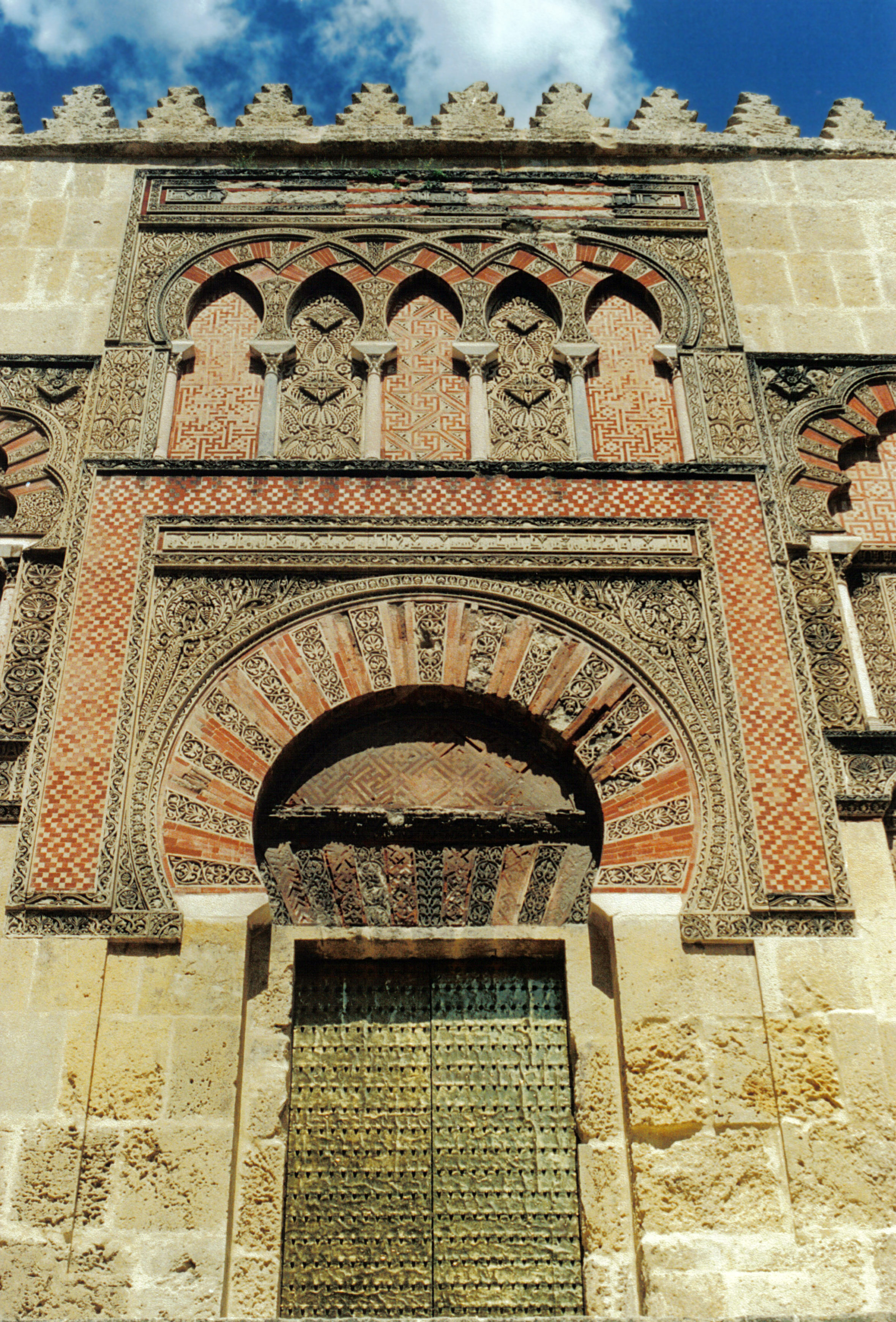
Arco de herradura que adorna una de las puertas de la gran mezquita de Córdoba.

El arco de herradura es un elemento constructivo ultrasemicircular o ultrapasado, cuya curva es más amplia que un semicírculo, de modo que la abertura en la parte inferior del arco es inferior a su mayor luz. En este tipo de arco, el diámetro del arco es mayor que la luz, es decir la distancia entre los pilares que lo sostienen. Por tanto, la parte más ancha del arco es más alta que los montantes. En algunos casos, las juntas y las claves no convergen hacia el centro del círculo sino hacia un punto inferior.
Los primeros usos de esta forma se encuentran en la arquitectura tardoantigua y sasánida, pero se convirtió en un emblema de la arquitectura islámica, especialmente del estilo arquitectónico morisco. También apareció más tarde en el estilo neoárabe y en el Art Nouveau. Los arcos de herradura pueden tener forma redondeada, apuntada o lobulada.
El arco de herradura como elemento arquitectónico tiene su origen en la arquitectura persa sasánida, de ahí pasó, a través de los bizantinos, al arte visigodo (siglo VI). De los sasánidas también pasó al arte islámico y, de ahí, pasó al arte mozárabe y al románico. pareció en el siglo V en el Imperio romano tardío y se utilizó ampliamente en la arquitectura visigoda, hispano-morisca y prerrománica.

## Historia
El origen del arco de herradura es bastante controvertido, ya que se desarrolló casi simultáneamente en distintas zonas.La arquitectura omeya parece haberse inspirado, por un lado, en los arcos de herradura de la arquitectura persa sasánida sobre frisos decorativos de yeso o piedra del siglo III d. C., como en Taq-i Kisra (antigua ciudad de Ctesifonte, Irak) o en el Palacio de Ardacher (Firuzabad, Irán). y, por otro, en los arcos de mampostería de piedra del mundo bizantino (Mafjar y Ammán), así como en la España romana. En la Siria bizantina, esta forma se utilizó en el Baptisterio de San Jacobo en Nísibis (Nusaybin, Turquía, siglo IV d. C.) y en Qasr ibn Wardan (Hama, Siria, 564 d. C.).También se encuentran pruebas de su uso en la arquitectura cristiana de la Anatolia bizantina y se convirtió en característica de la arquitectura cristiana de Capadocia.Aunque a veces se debate cuál es el origen de este rasgo regional, un ejemplo temprano de su uso en Anatolia se encuentra en el monasterio de Alahan, en el sur de la actual Turquía.En la Hispania visigoda, se encuentran arcos de herradura, por ejemplo, en la iglesia de Santa Eulalia de Bóveda, cerca de Lugo,en la iglesia de Santa María de Melque, cerca de Toledo y en la Iglesia de San Juan de Baños. En el norte de España se han encontrado algunas lápidas de esa época con decoraciones de arcos de herradura, lo que hace especular sobre una tradición celta local prerromana.Hay que destacar que estos arcos no son constructivos propiamente, sino que aparecen como ornamento en nichos con forma de venera, por lo que podrían tener un valor simbólico.
Esta forma constructiva tomará especial relevancia en la arquitectura omeya del Emirato de Córdoba —de la que será una de las características más distintivas— . En los años posteriores se pueden ver arcos de herradura en la arquitectura prerrománica de tradición visigoda (que sobrevivió en los siglos IX y X en los centros de resistencia visigoda: Cataluña y Septimania visigoda, es decir, Rosellón y Languedoc), la arquitectura asturiana del siglo IX (de inspiración musulmana en la iglesia San Salvador de Valdediós), la arquitectura de los reinos de taifa, la arquitectura cristiana mozárabe española, la arquitectura mudéjar y la arquitectura del Magreb.

## Origen paleocristiano del arco de herradura (sigloV)
Como se ha referido arriba, hay una vertiente paleocristiana que utilizó unos primeros arcos de herradura, como se ve en la catedral de Nuestra Señora de Nazaret en Vaison-la-Romaine (Provenza, Francia) donde se le encuentra en planta en el ábside al final del siglo V;Se trata de un arco ya presente en la arquitectura cristiana.
Según el historiador de arte André Corboz: 

este arco de herradura ya se utilizaba en el Bajo Imperio, tanto en planta como en alzado; no es por tanto necesario recurrir a Siria para explicar su presencia en el ábside de Notre-Dame-de-Nazareth de Vaison (Vaison, finales del siglo V) y si los árabes también lo usaron, fue después de los arquitectos de los reyes visigodos.
cet arc en fer à cheval s'employait déjà au Bas-Empire, en plan comme en élévation ; il n'est donc pas nécessaire de recourir à la Syrie pour expliquer sa présence à l'abside de Notre-Dame-de-Nazareth de Vaison (Vaison, fin du Ve siècle) et si les Arabes l'ont également employé, c'est après les architectes des rois visigots (sic)
André Corboz

Para el arqueólogo e historiador Jean-Marie Pesez, 

las excavaciones del baptisterio de Ginebra, las de Aosta, de Viviers, de Montferrand y de Loupian en el Languedoc, las de la arquitectura civil y religiosa de la península ibérica, atestiguan su existencia a partir del siglo IV.
les fouilles du baptistère de Genève, celles d'Aoste, de Viviers, de Montferrand et de Loupian en Languedoc, celles de l'architecture civile et religieuse de la péninsule ibérique, attestent de son existence dès le s. IV.
Jean-Marie Pesez

Algunos autores incluso se remontan al siglo II: 

No es necesario hacer intervenir influencias orientales, sirias, armenias, capadocias, ya que, desde el siglo II de nuestra era, el arco de herradura aparece en las decoraciones y las plantas tradicionales hispanorromanas.
Il n'est pas nécessaire de faire intervenir des influences orientales, syriennes, arméniennes, cappadociennes, puisque, dès le IIe siècle de notre ère, l'arc outrepassé est mis en œuvre dans les décorations et les plans traditionnels hispano-romains.
Journal des savants

Primeros arcos de herradura
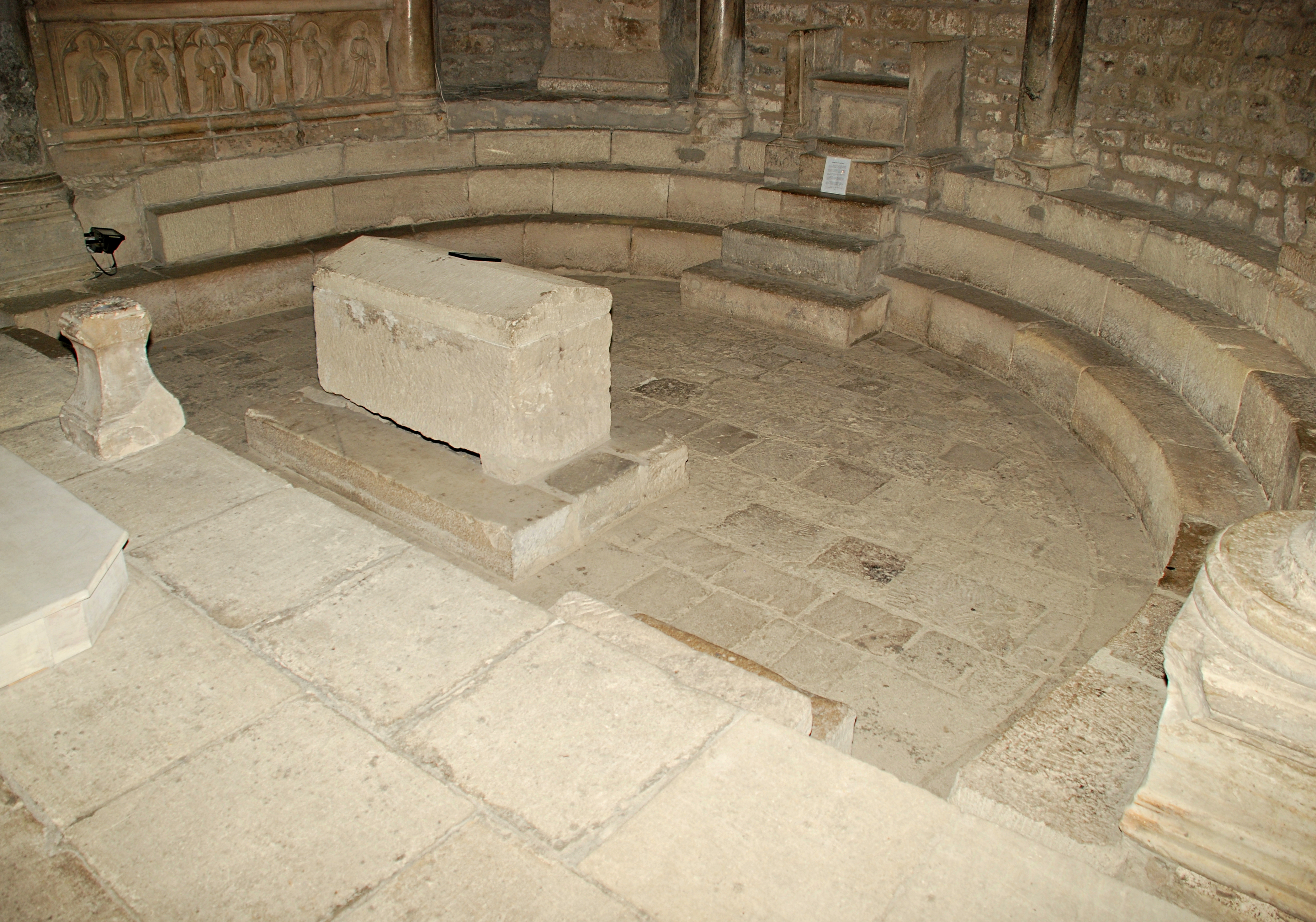
Planta del ábside en arco en herradura de la catedral de Notre-Dame-de-Nazareth en Vaison
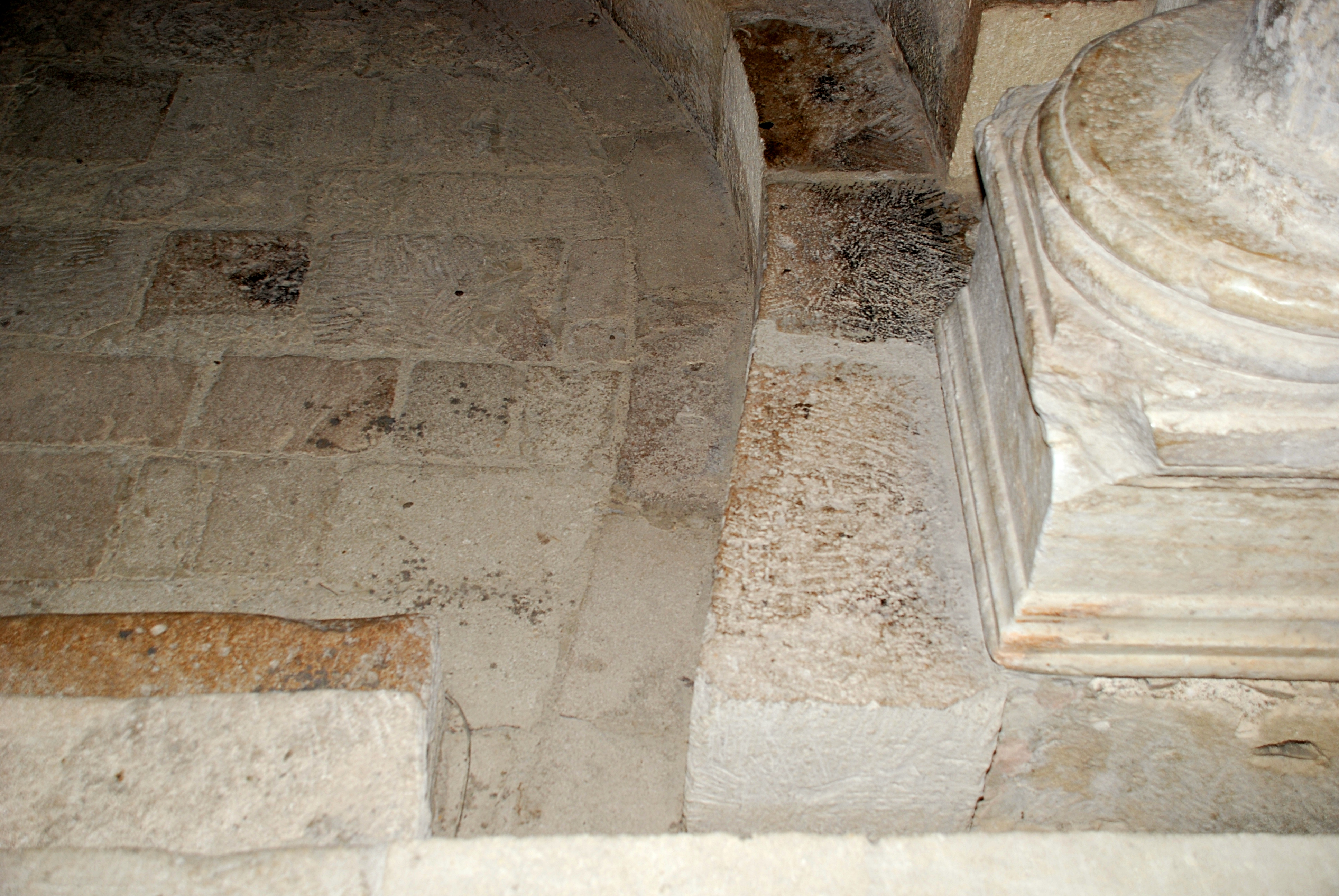
Ábside de planta en herradura de la catedral de Notre-Dame-de-Nazareth en Vaison

## Arquitectura visigótica (siglosVI-VII)

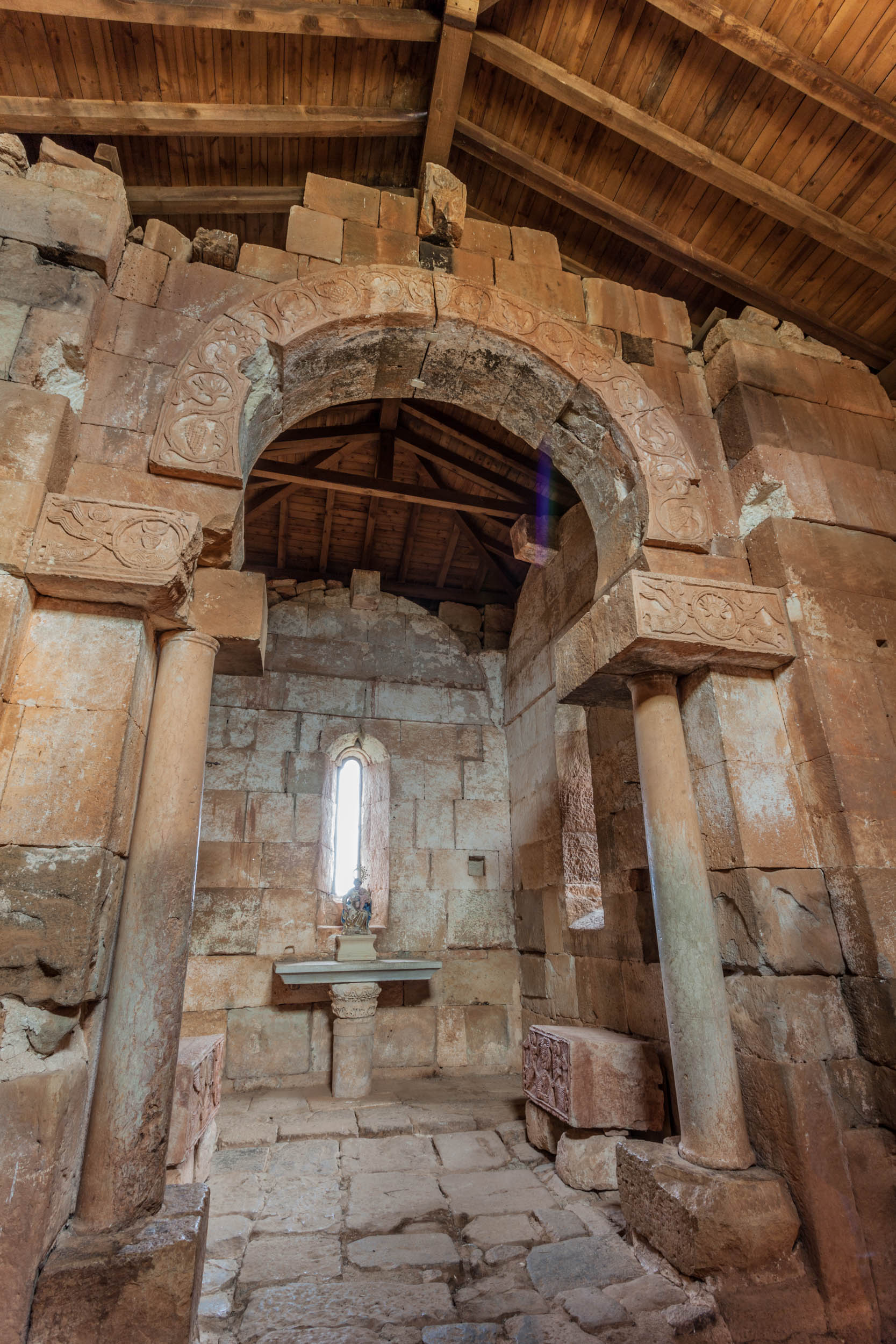
Iglesia de Santa María de Quintanilla de las Viñas

El arco de herradura (llamado arco de ferradura en catalán) fue muy utilizado por la arquitectura visigoda en España, de la que solo quedan iglesias rústicas de campo, datadas de la segunda mitad del siglo VII (desde alrededor del 660 al 700), habiendo desaparecido las grandes iglesias urbanas de la época visigoda.
Según Xavier Barral I Altet, 

esta serie de arcos de herradura se habría desarrollado primero sobre plantas absidiales y no tendría relación con los posteriores arcos de herradura del centro-norte de España, de influencia musulmana.
cette série d'arcs en fer à cheval se serait développée d'abord sur des plans d'abside et n'aurait pas de rapport avec les arcs outrepassés plus tardifs du centre-nord de l'Espagne, d'influence musulmane
Xavier Barral I Altet

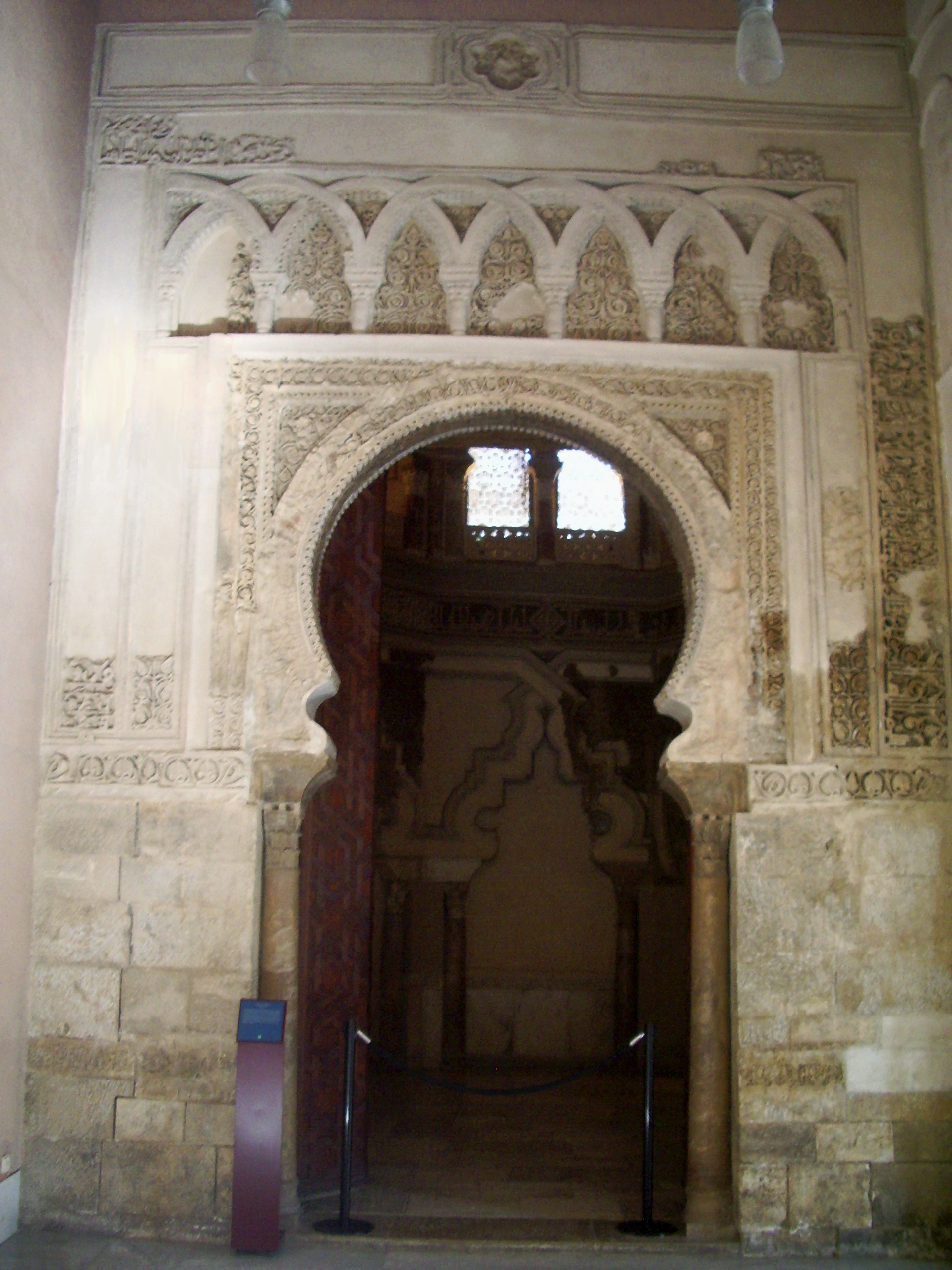
Puerta de acceso a la mezquita de la Aljaferia.

El arco de herradura fue utilizado de varias formas en la arquitectura visigoda española:
- ábside en planta en arco de herradura:
  - Iglesia de Santa María de Melque cerca de San Martín de Montalbán;[Ba. 1]
  - capilla de São Frutuoso de Montélios (tres de los cuatro brazos de la planta de cruz griega son tratados como ábsides peraltados);[Ba. 1][Co. 2]
  - Basílica de Sant Cugat del Vallès;[Ba. 1]
  - Basílica visigoda construida a principios del siglo VI en el anfiteatro de Tarragona.[19]
- arco triunfal:
  - Iglesia de Santa María de Melque ;
  - Iglesia de San Pedro de la Nave ;
  - Iglesia de Santa María de Quintanilla de las Viñas;[Co. 3]
  - Iglesia de San Juan Bautista de Baños.[20]
- arco del porche:
  - Arco de herradura de 661 sobre el pórtico de la Iglesia de San Juan Bautista en Baños de Cerrato, cerca de Palencia.[Co. 4]
- arcos de la nave:
  - Capilla de São Frutuoso de Montélios,[Co. 5] Iglesia de San Juan Bautista de Baños de Cerrato,[Ba. 2] Iglesia de Santa María de Melque;[Ba. 3]
- arcos del crucero del transepto:
  - Iglesia de San Pedro de la Nave,[Ba. 4] Iglesia de Santa Comba de Bande;[Ba. 5]
- friso de arcos de herradura:
  - capilla de São Frutuoso de Montélios.[Co. 6]

Arcos de herradura en la arquitectura visigótica
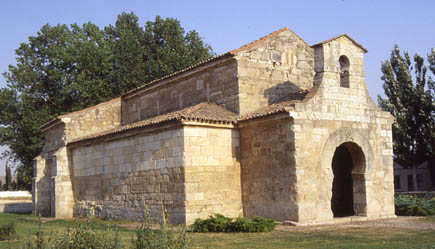
Iglesia de San Juan Bautista de Baños de Cerrato
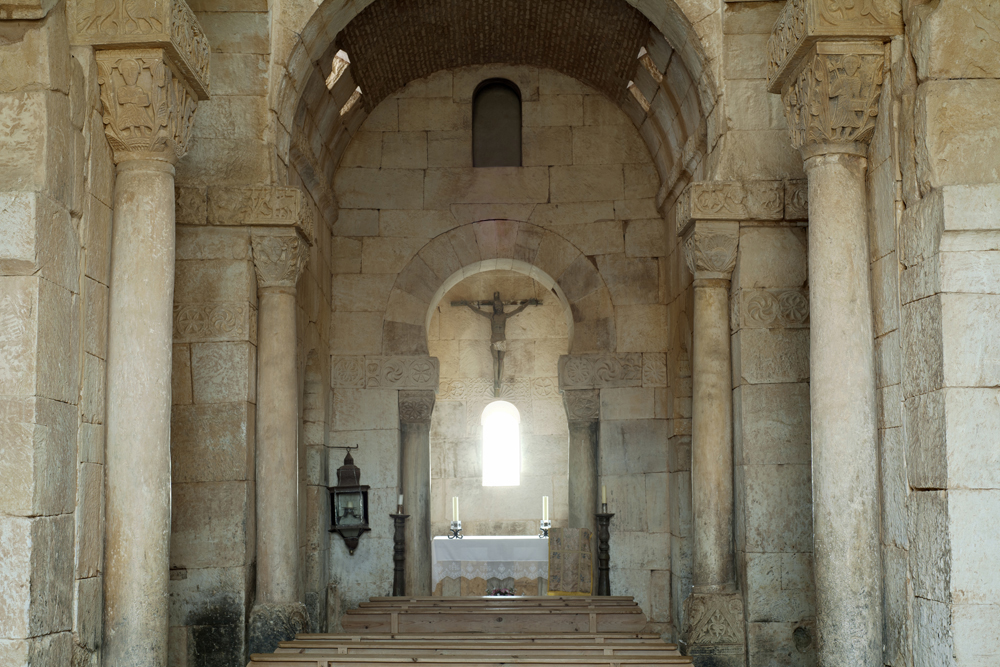
Iglesia de San Pedro de la Nave
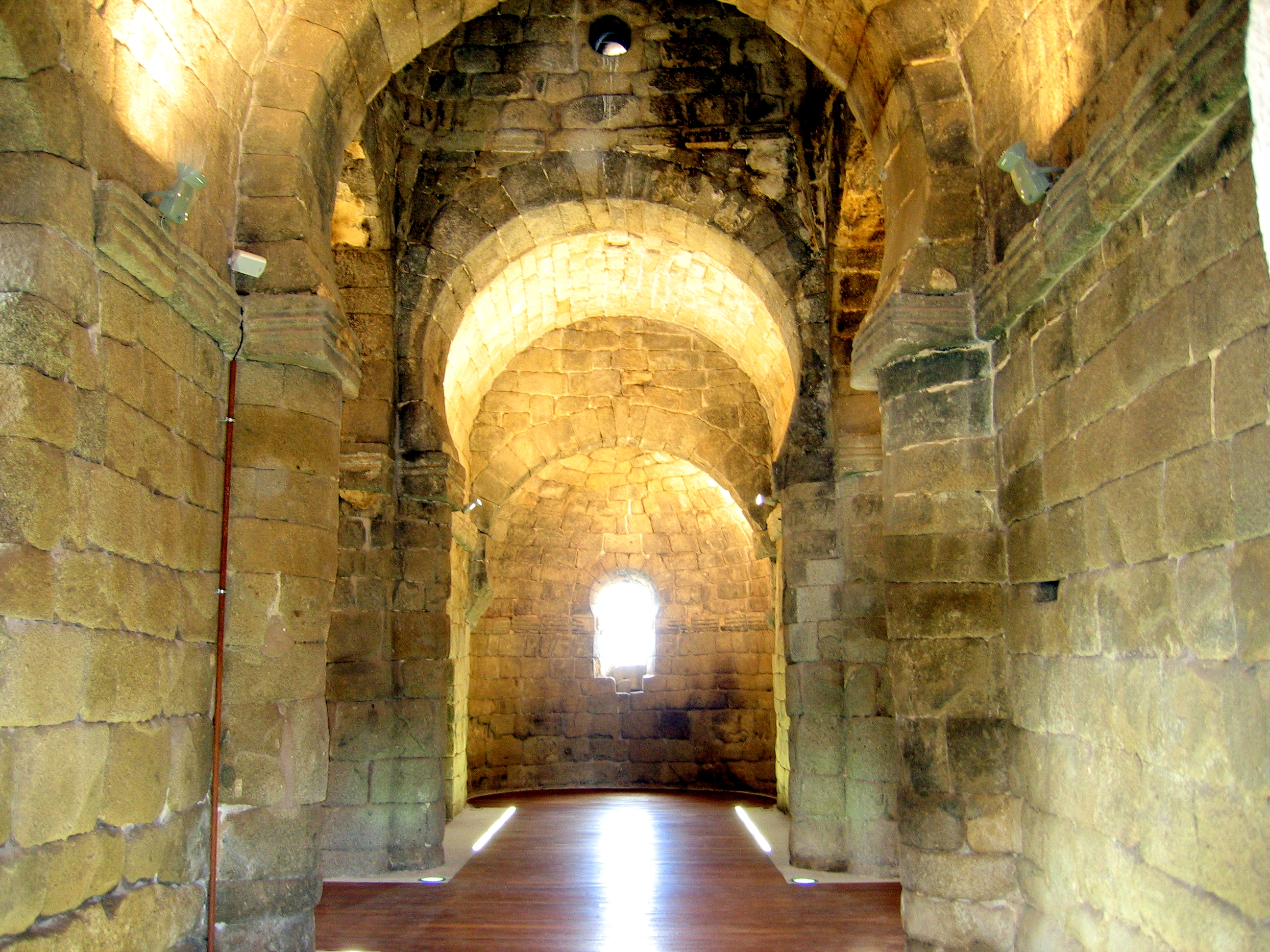
Santa María de Melque

## Arte merovingio y carolingio (siglosVI-IX)

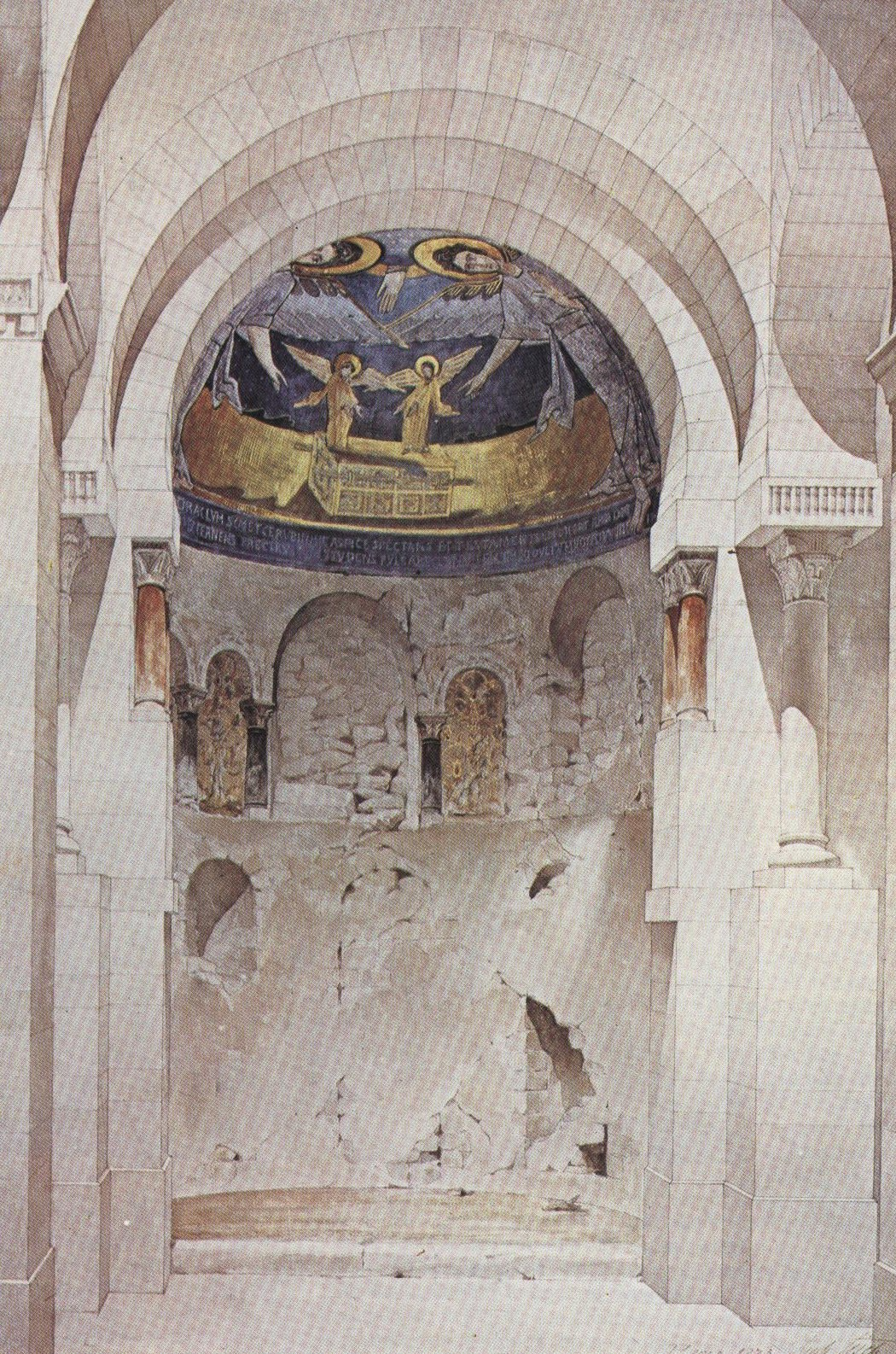
Oratorio carolingio de Germigny-des-Prés (estudio del ábside de Juste Lisch, 1873).

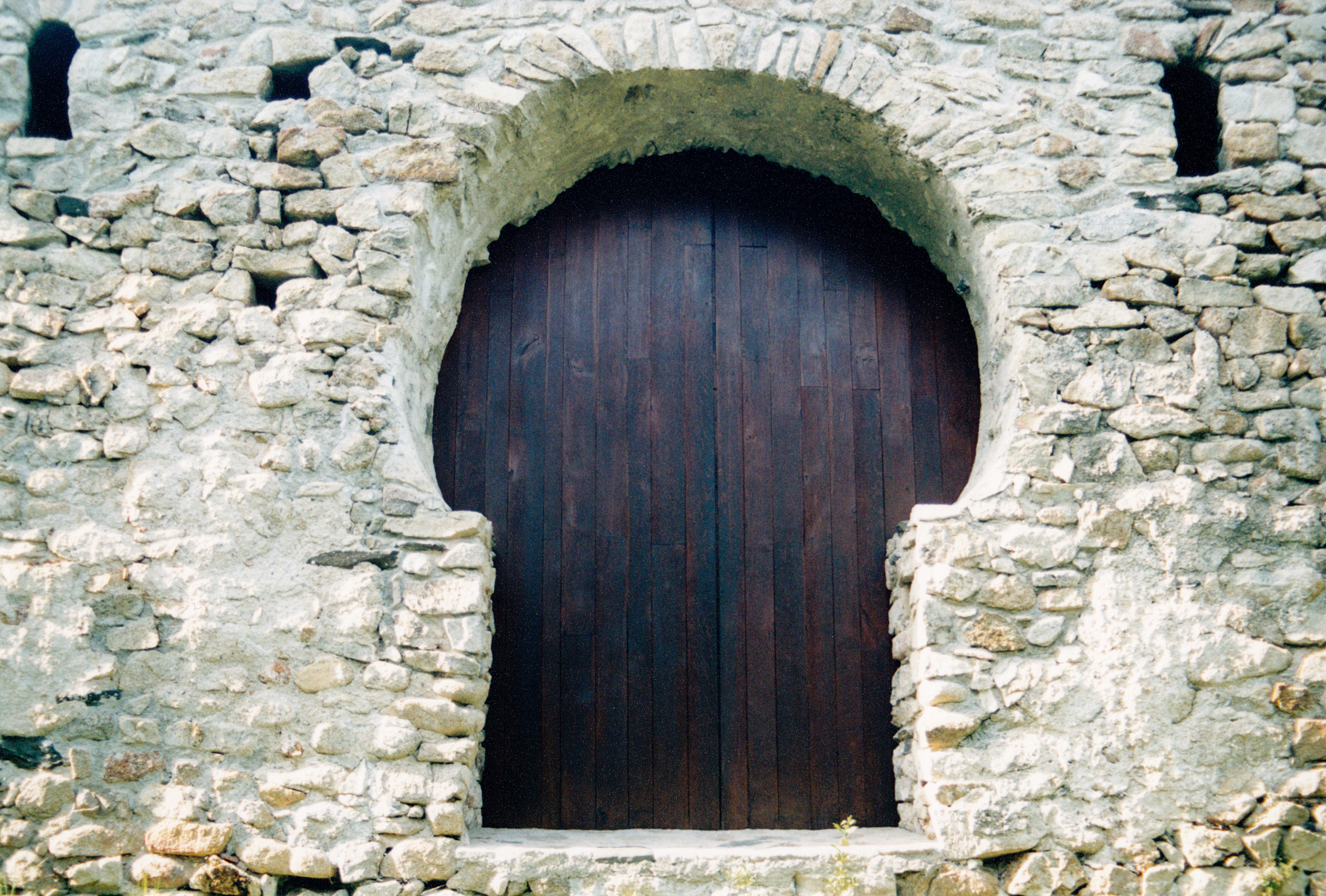
Capilla de Saint-Michel de Sournia

El arco de herradura está representado en las iluminaciones merovingias y luego carolingias, probablemente inspiradas en monumentos de la época, de los que lamentablemente se tienen muy pocos vestigios.
También se encuentra en la arquitectura carolingia, como en el arco de triunfo del oratorio carolingio de Germigny-des-Prés, construido por el obispo Théodulf d'Orléans, de origen visigodo español o en la planta del pequeño ábside carolingio desenterrado bajo la catedral de Notre-Dame de Tulle durante las excavaciones arqueológicas llevadas a cabo en 1989-1990.

Arcos de herradura en la arquitectura merovingia y carolingia
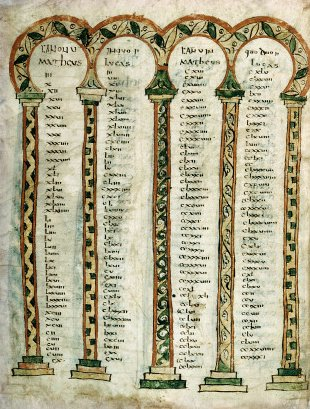
Las representaciones de arcos de herradura son omnipresentes en las iluminaciones merovingias
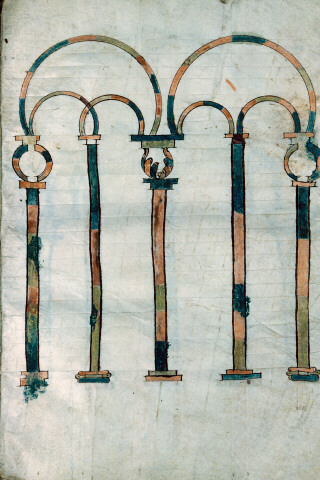
En la arquitectura merovingia, los arcos de herradura podían ser múltiples, superpuestos o entrecruzados.
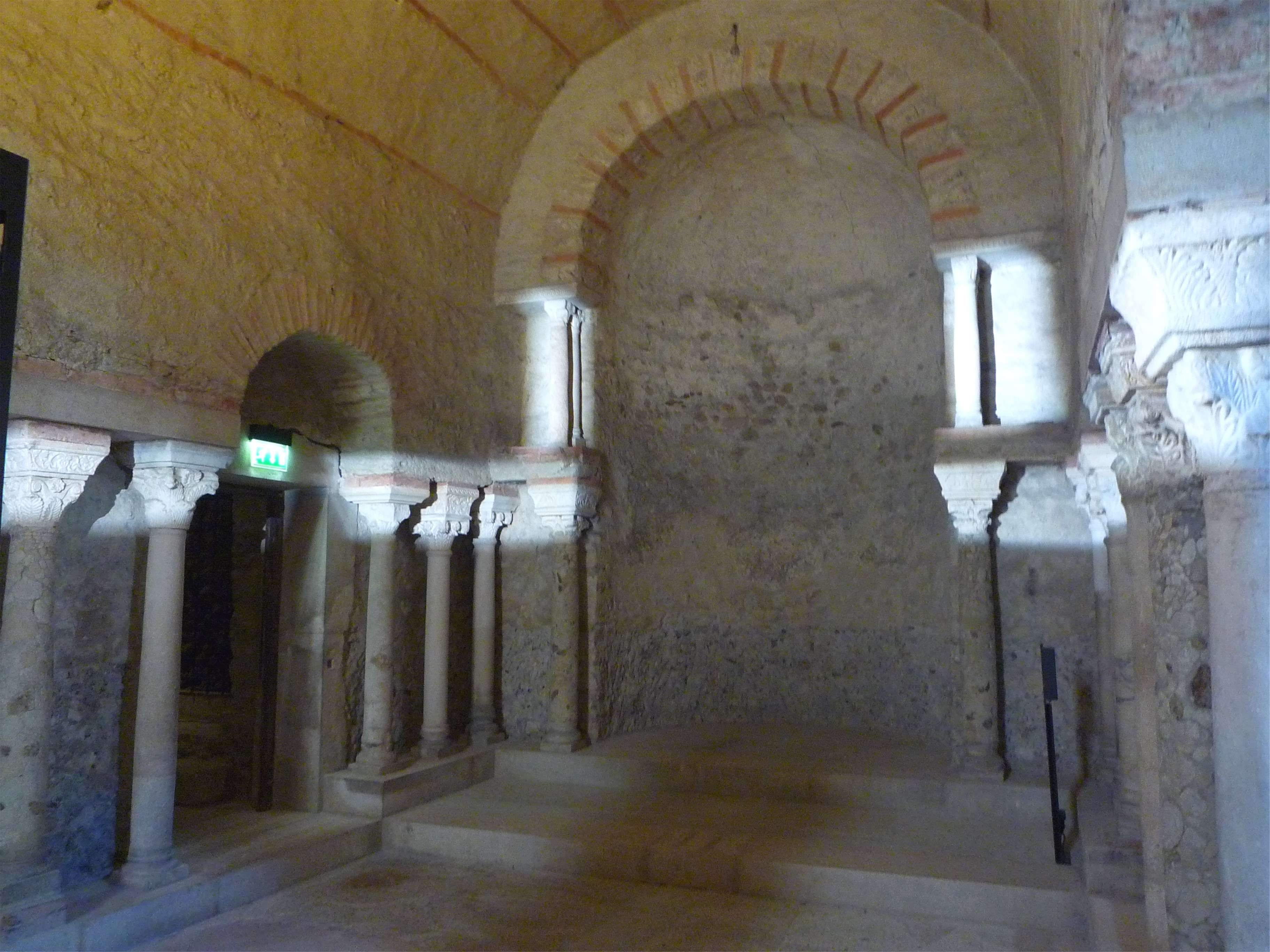
La alternancia de ladrillo y de piedra también fue común en el arte merovingio, como aquí en la cripta Saint-Oyand en Grenoble.

## Arquitectura omeya de Al Ándalus (siglos -)

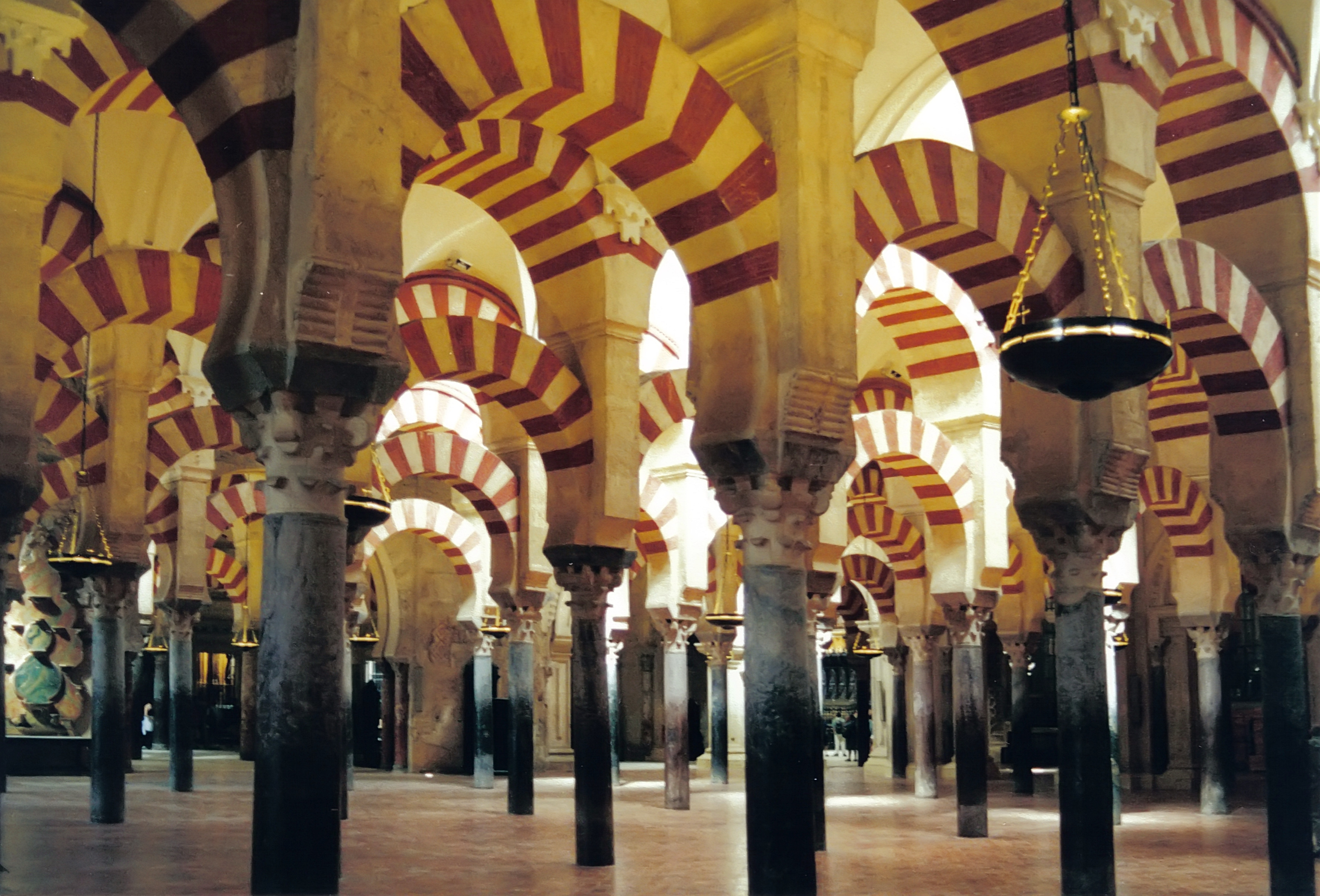
Sala de oración de la Mezquita de Córdoba.

## Arquitectura omeya de Al Ándalus (siglosVIII-X)

### Origen del arco de herradura omeya
Como las mezquitas de los primeros tiempos del islám en Siria fueron en muchos casos iglesias paleocristianas transformadas o divididas, este arco de herradura no era desconocido en la arquitectura omeya de Oriente Próximo, aunque no estaba muy extendido allí: no aparece de hecho más que discretamente en la Gran Mezquita de los Omeyas de Damasco.
Por el contrario, esta forma de arco era común en la arquitectura visigoda anterior a la arquitectura omeya en España: se puede suponer por ello que el arco de herradura muy utilizado por la arquitectura omeya de al-Ándalus (Emirato de Córdoba), resulta de 

la elaboración de un patrimonio local, y no de una importación siria
l'élaboration d'un héritage local, et non d'une importation syrienne
Barrucand

.

### Forma del arco de herradura omeya
El arco de herradura alcanza su máxima expresión en la arquitectura omeya del Emirato de Córdoba donde tiene por características:
- una forma a menudo más cerrada que la del arco visigodo (especialmente a partir del siglo X);
- alternancia de dovelas rojas y blancas (motivo de origen romano y paleocristiano);
- un encuadre o marco rectangular llamado alfiz.

### Arcos de herradura de la gran mezquita de Córdoba
El ejemplo más bello es, por supuesto, la mezquita de Córdoba iniciada en 785 por el emir Abderramán I, cuya sala de oración está decorada con soberbias arcadas caladas que presentan dos niveles de arcos y de claves de color rojo blanco (ladrillo y piedra): los arcos inferiores son en forman de herradura, mientras que los arcos superiores, más anchos, son arcos de medio punto.
Esta mezquita fue construida sobre una antigua basílica urbana visigoda, la basílica de San Vicente, que fue transformada gradualmente y luego reemplazada por la mezquita. Por ello es muy probable que esos arcos procedan de los de la antigua basílica: las columnas de mármol son todas de spolia provenientes de la antigua basílica y de otros monumentos de la ciudad. Las primeras fases de construcción de la mezquita son bastante sobrias. La ampliación de Alhakén II en el siglo X es, con mucho, la más suntuosa, y los arcos adquieren un desarrollo más complejo y ornamental, e incorporan ricos motivos decorativos de inspiración bizantina.
El arco de herradura también adorna en abundancia las puertas de la mezquita. La copia más antigua adorna la puerta conocida como Bâb-al-Wuzara o puerta de los ministros del año 785, que sigue siendo sencilla y sobria pero fue el modelo de todas las demás puertas de la mezquita, que se vuelven mucho más refinadas en el siglo X. También se encuentran como adorno a nivel de las arcadas ciegas que rematan las puertas, constituidos por arcos de herradura entrecruzados o no.

Arcos de herradura en la mezquita de Córdoba
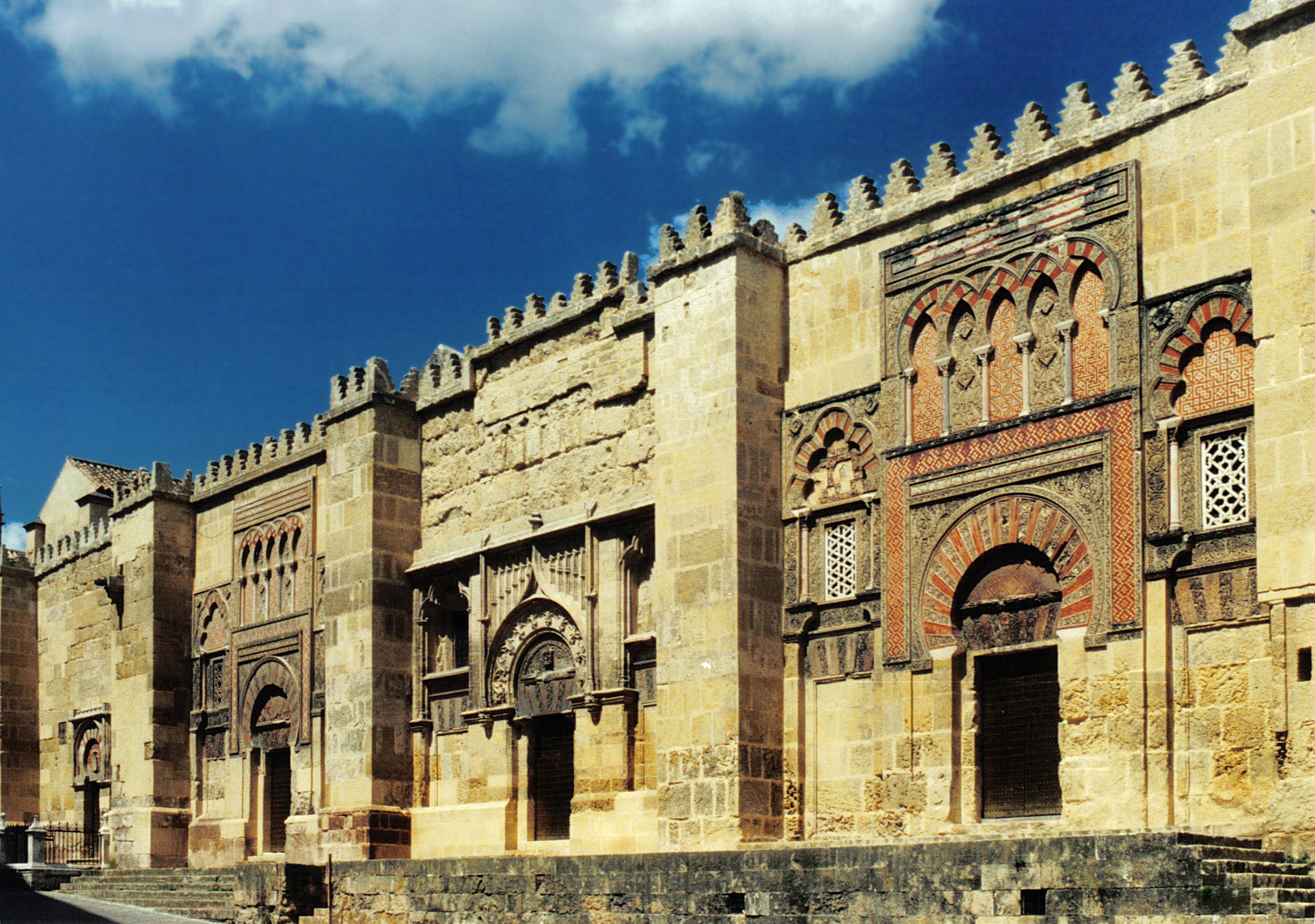
Fachada de la Mezquita de Córdoba
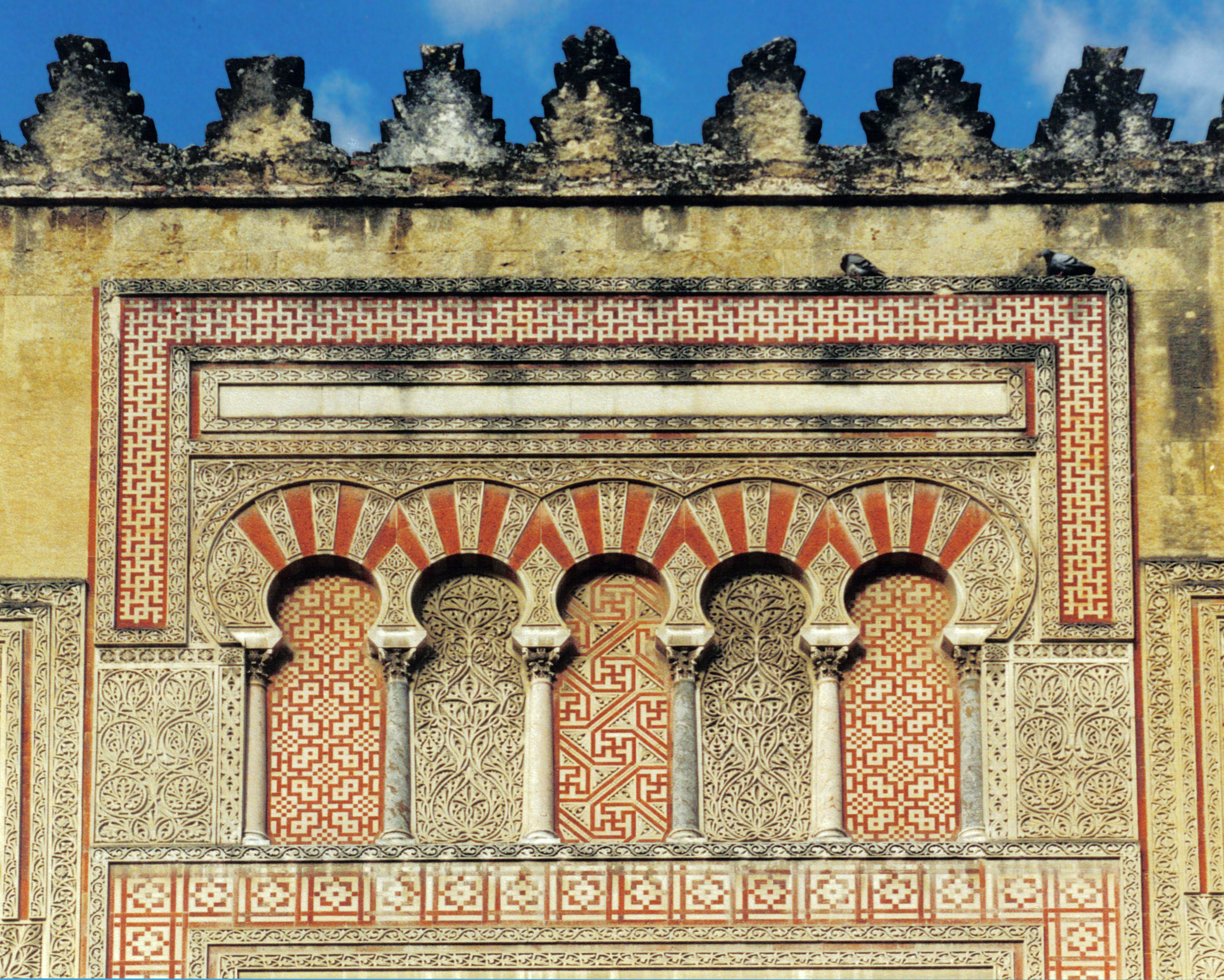
Arcada de arcos de herradura
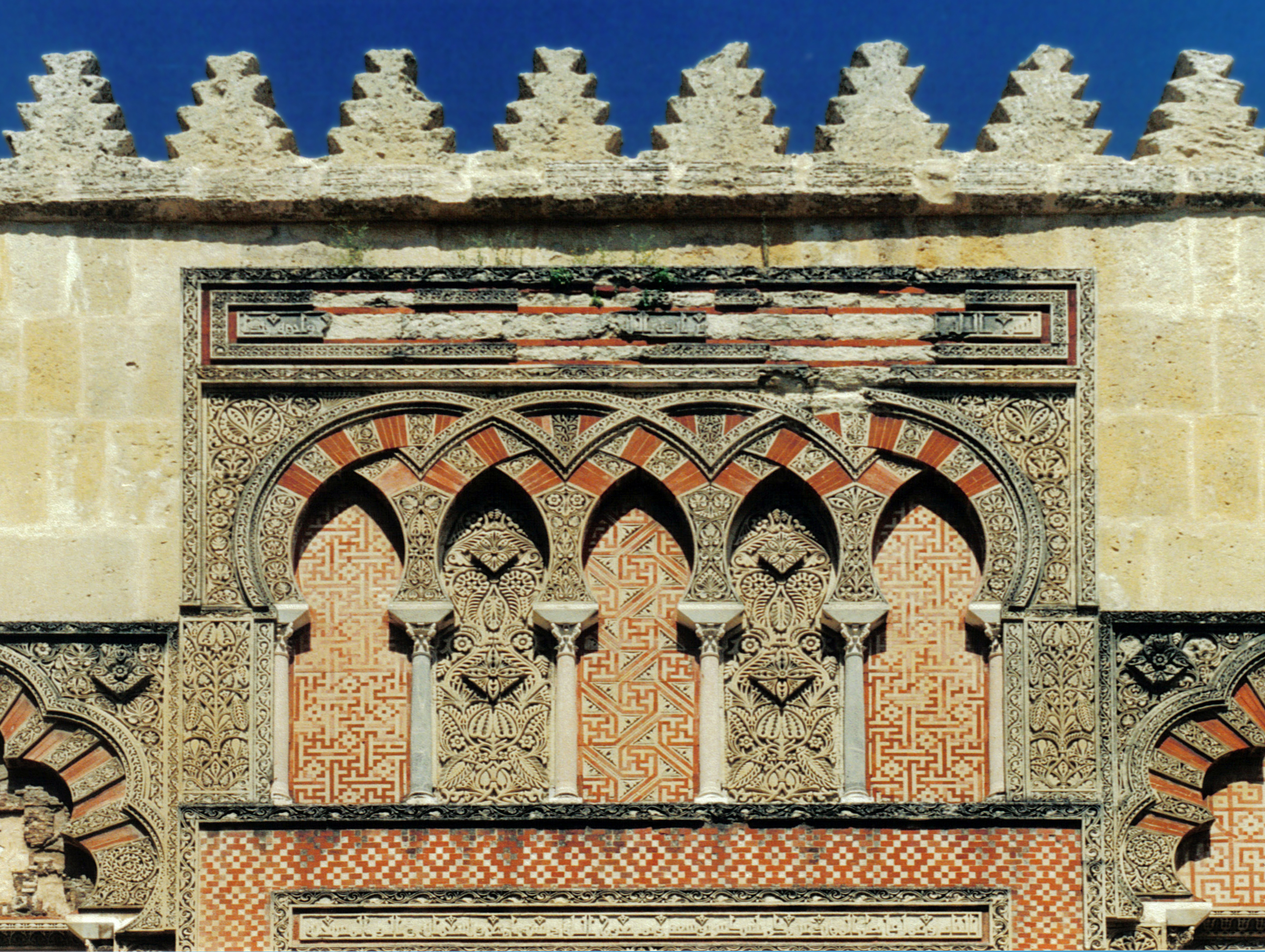
Arcada de arcos de herradura cruzados

### Otros edificios omeyas

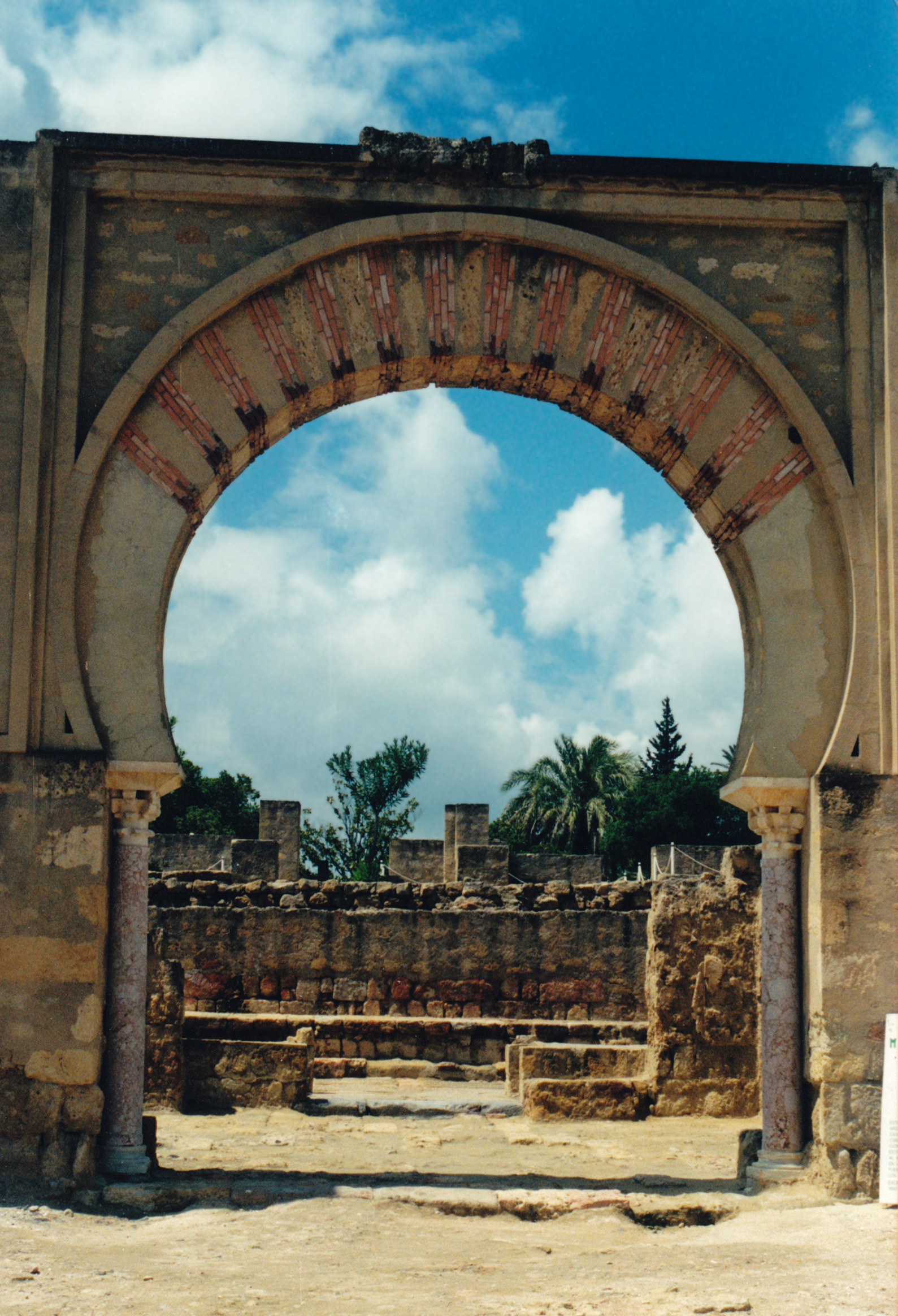
Bab al-Sudda

El arco de herradura es el elemento predilecto en la arquitectura de los omeya de Córdoba, siendo uno de sus elementos más llamativos, y se encuentra en muchos otros edificios omeyas, tanto de la época del emirato de Córdoba como del califato de Córdoba:
- Medina al-Zahra:
  - Dar al-Wuzara (Cámara de Ministros)
  - Salón Rico (salón de Abd-el-Rahman III)
  - Bab al-Sudda (arcada del Alcázar)
  - acueducto con arcos de herradura…[B. 3]
- Minarete de San José en Granada
- Puerta de Alcántara en Toledo...[26]

Arcos de herradura en edificios omeyas
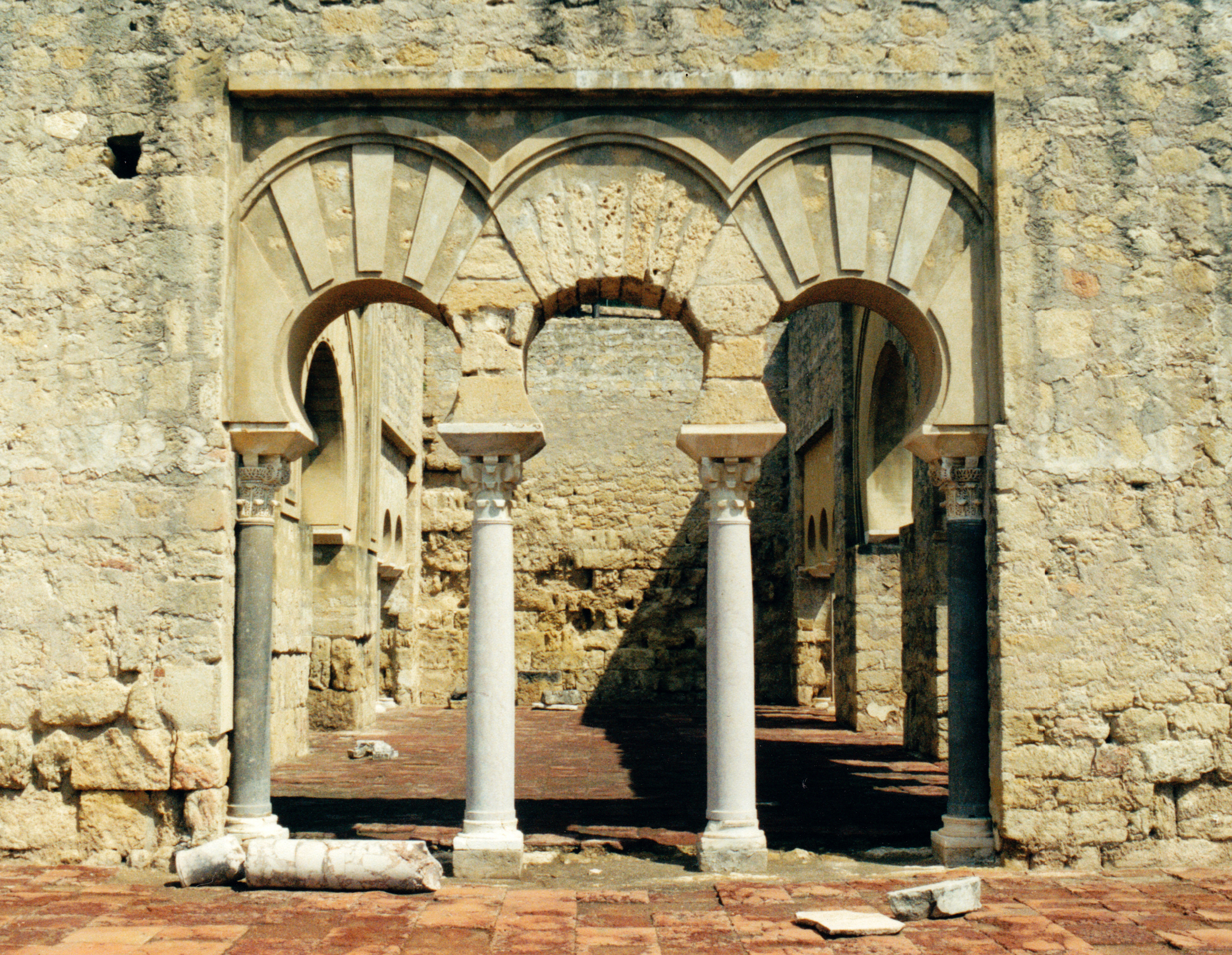
Medina Al-Zahra: Dar al-Wuzara
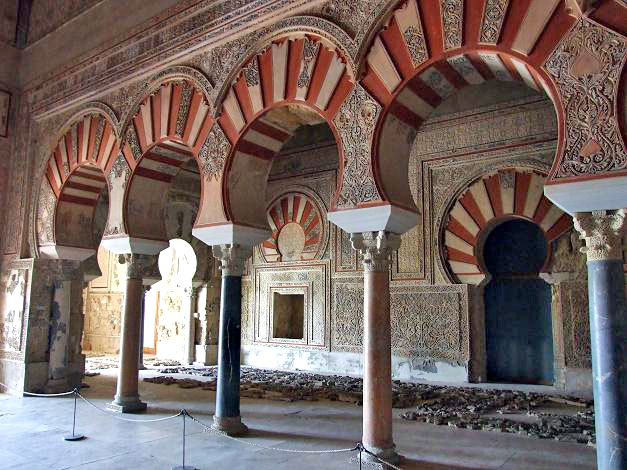
Medina Al-Zahra: Salón Rico
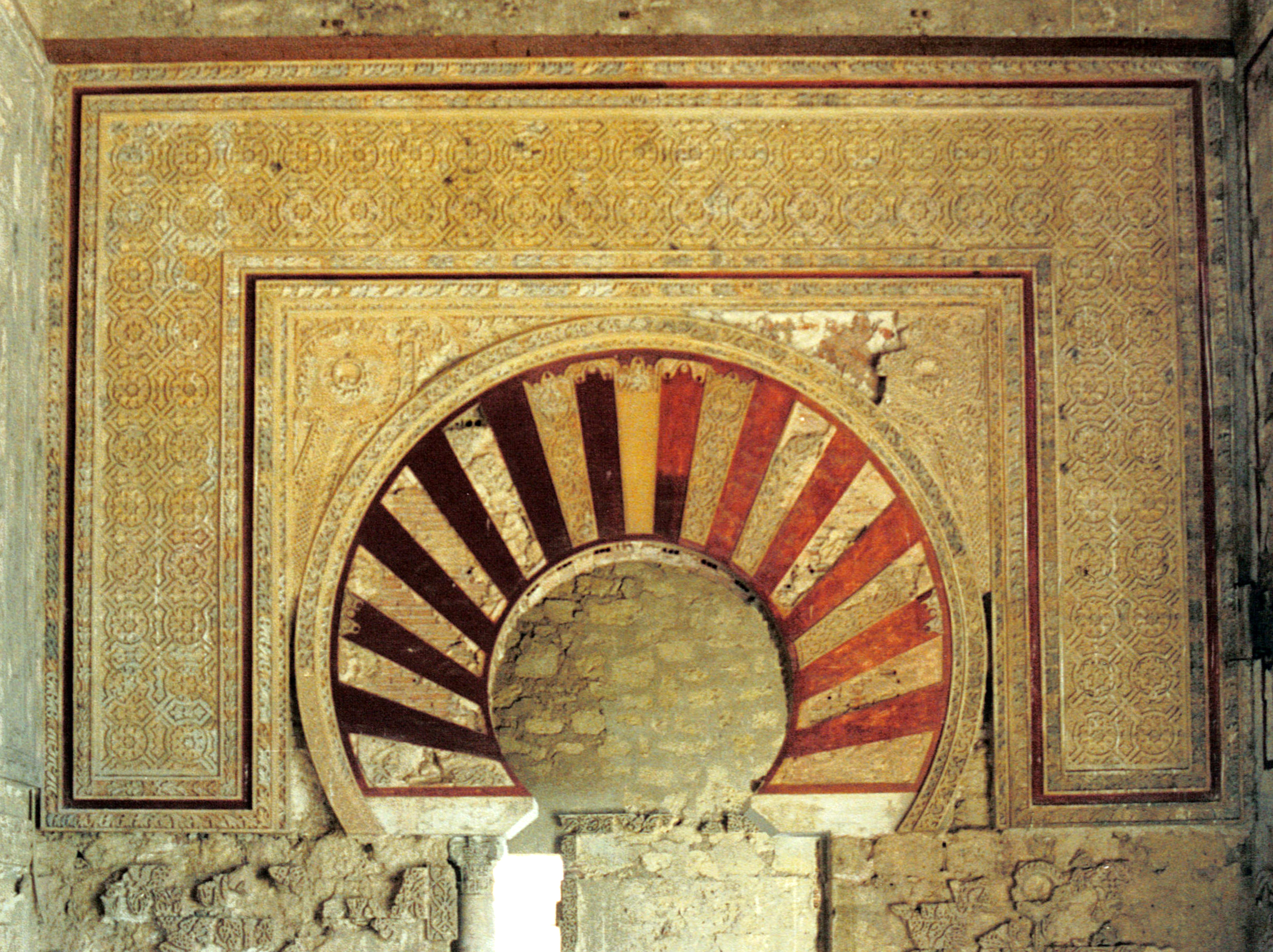
Medina Al-Zahra: Salón Rico

Todos las formas de la arquitectura hispano-morisca que sucedieronn a la arquitectura omeya tomarán prestado este tipo de arco, al igual que la arquitectura cristiana mozárabe.

## Arquitectura prerrománica de tradición visigoda (siglosIXyX)
El arco de herradura está muy presente en la arquitectura prerrománica de tradición visigoda de los siglos IX y X que perpetúa la arquitectura visigótica en Cataluña y Septimania (Rosellón y Languedoc). Recuérdese que el Condado de Rosellón y el Languedoc eran parte integrante del reino visigodo de Toulouse (419-507) y del reino visigodo de Toledo (507-711).
Se encuentra allí en varias formas:
- arco triunfal de herradura: capilla de Saint-Georges de Lunas, capilla de Saint-Laurent de Moussan,[29] iglesia de Saint-Martin de Saint-Martin-des-Puits,[30] capilla de Saint-Michel de Sournia (Sant Miquel de Sornia), capilla de Saint-Martin de Fenollar,[31][32] capilla de Saint-Jérôme d'Argelès, iglesia de Saint-Ferréol de la Pava, iglesia de Saint-Michel de Riunoguès, iglesia de Saint-Saturnin de Montauriol, Sant Quirze de Pedret, Santa Julia de Boada;
- ábside o absidilos de planta de herradura: capilla Saint-Michel de Sournia, iglesia Saint-Saturnin de Montauriol, Sant Quirze de Pedret, Santa Maria de Bell-Lloc d'Aro ;
- portal peraltado: capilla de Saint-Michel de Sournia, abadía de Saint-Michel de Cuxa;
- bóvedas peraltadas y/o arcos doblados en herradura: capilla Saint-Martin de Fenollar, iglesia Sainte-Marie de La Cluse-Haute, iglesia Saint-Michel de Riunoguès, Iglesia Saint-Saturnin de Montauriol;
- arcos de la nave: abadía de Saint-Michel Cuxa (grandes arcos de herradura que separan las naves, retallados en el siglo XVI).[Ba. 6]

Arcos de herradura prerrománicos de tradición visigoda
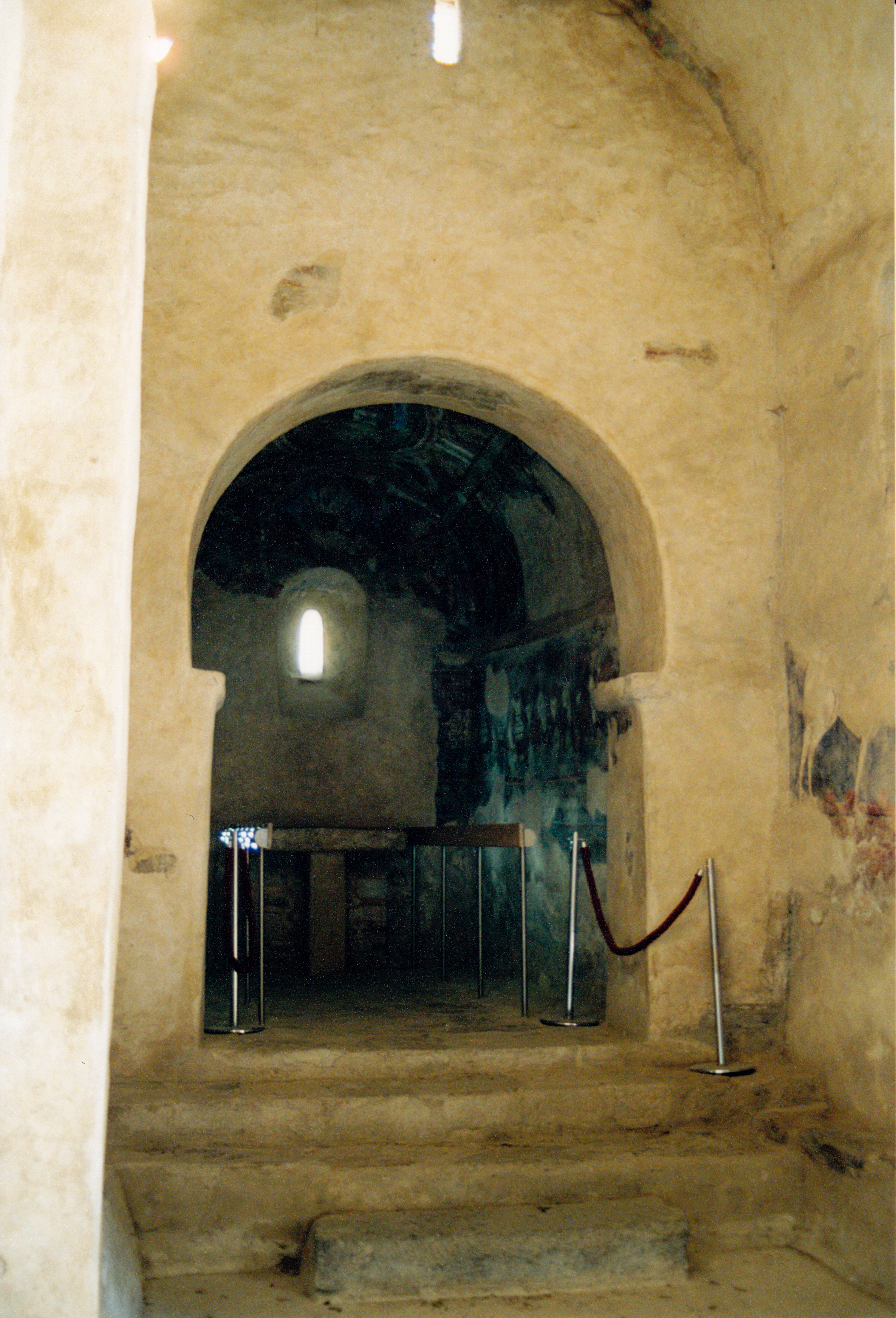
Capilla de Saint-Martin de Fenollar
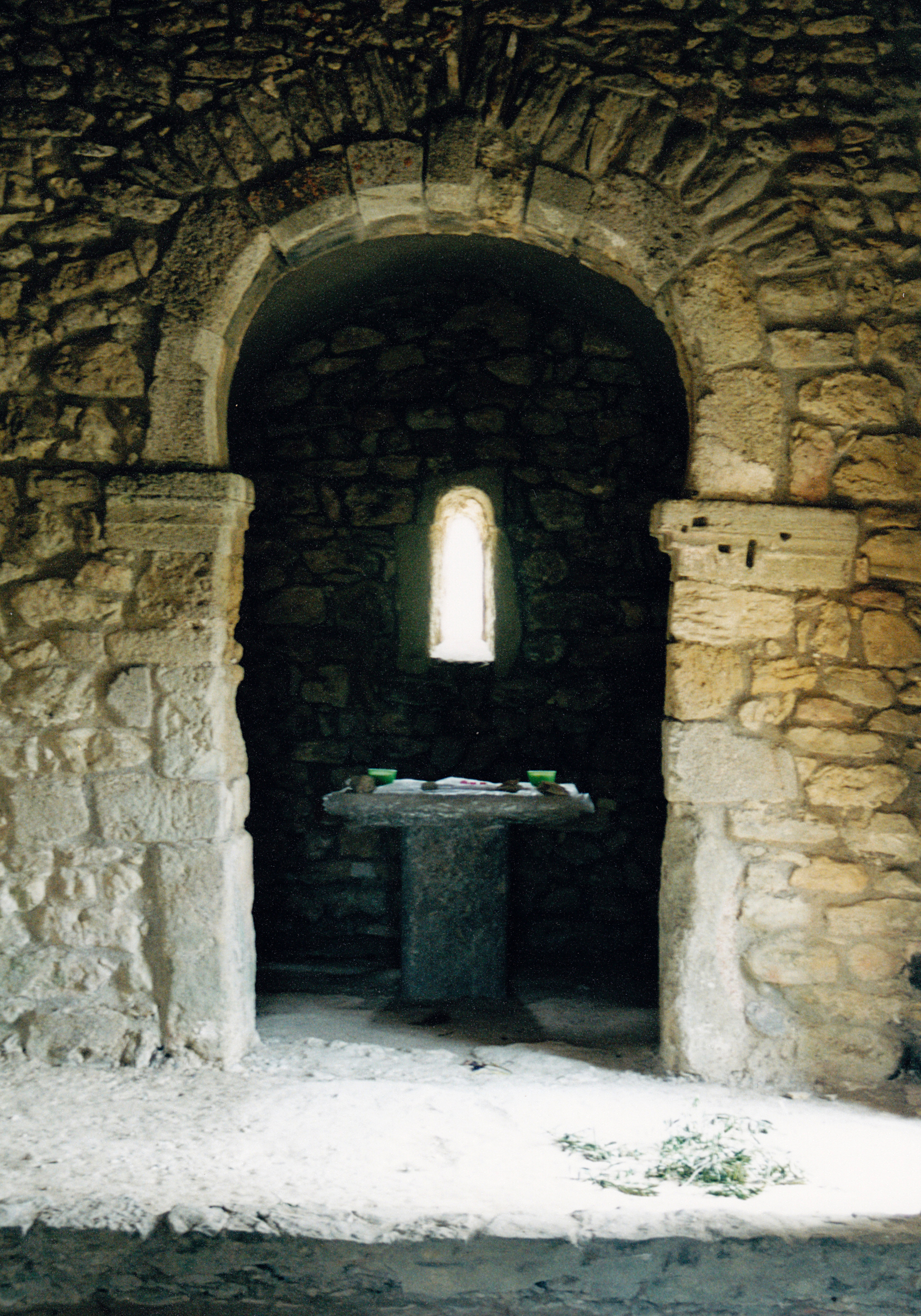
Capilla de Saint-Laurent de Moussan
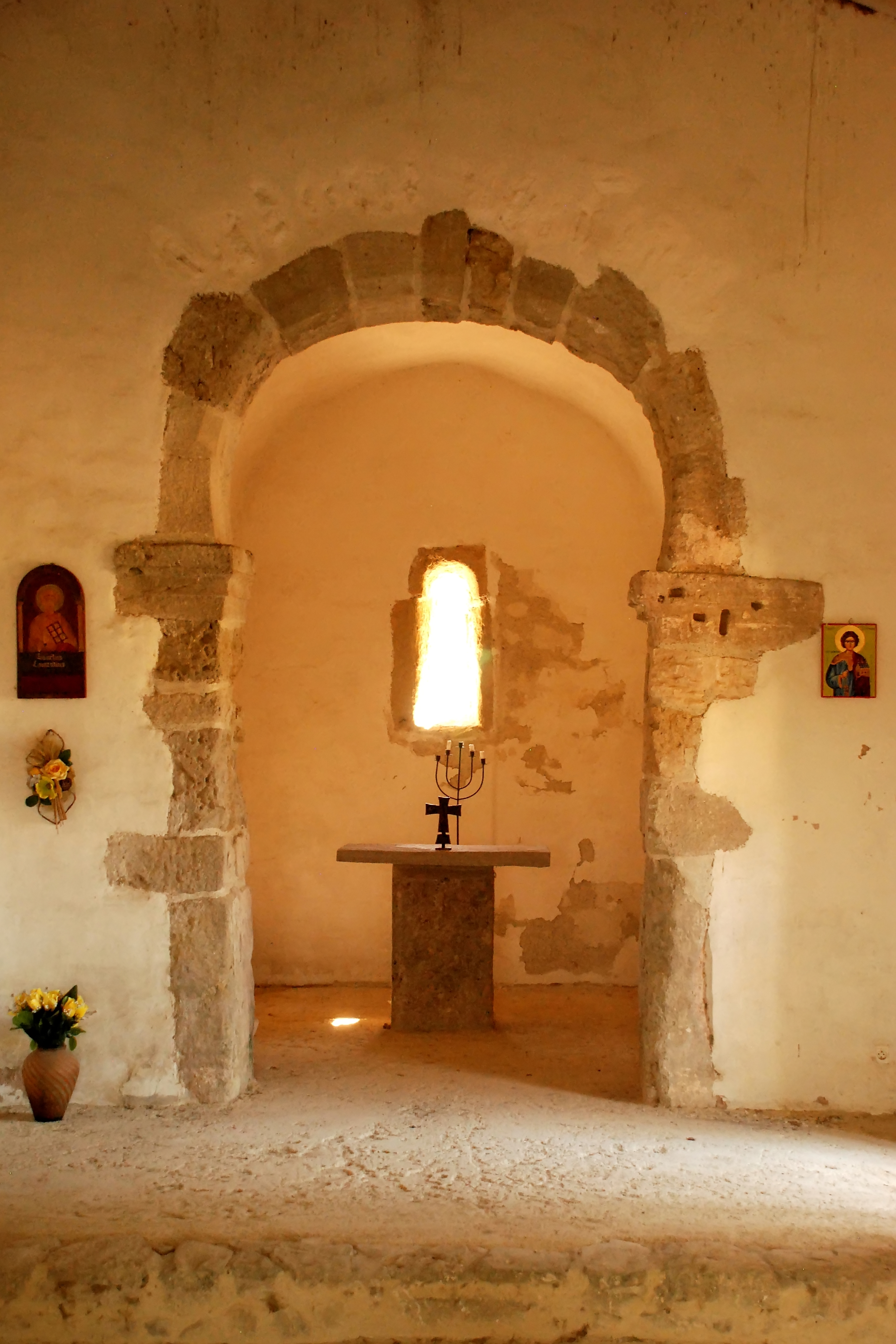
Capilla de Saint-Laurent después de la restauración
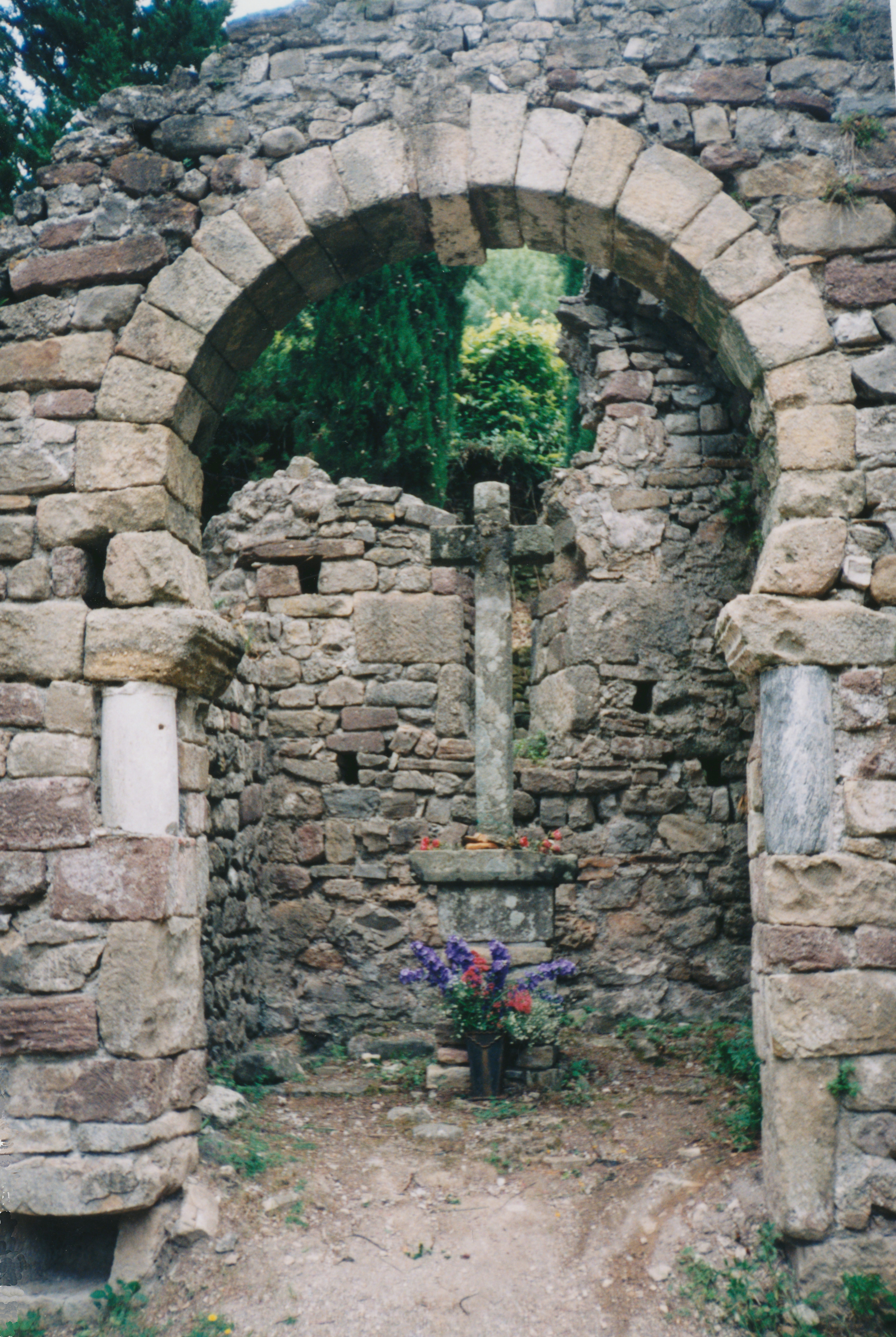
Capilla de Saint-Georges de Lunas

## Arquitectura cristiana mozárabe (sigloX)

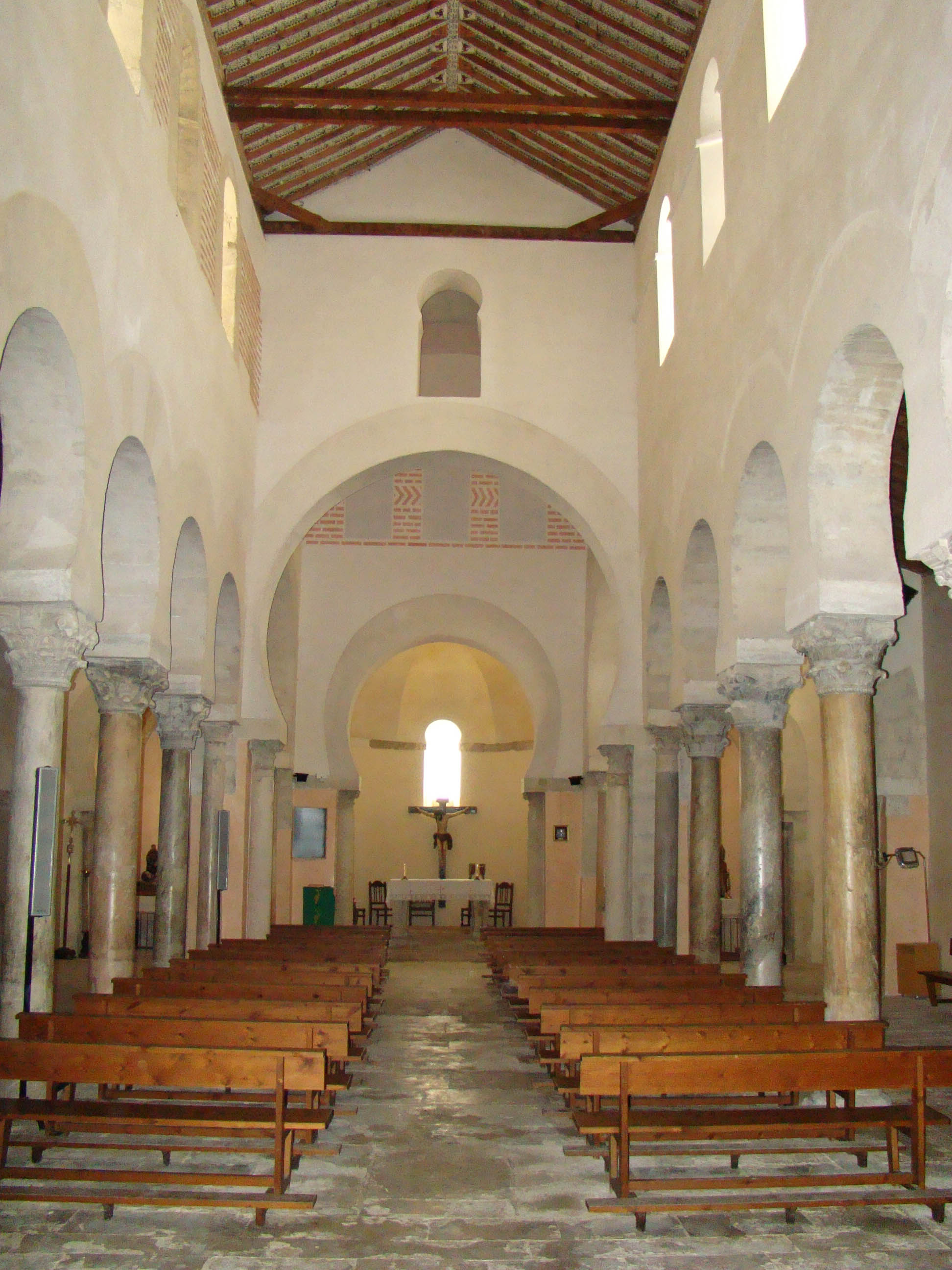
San Cebrián de Mazote

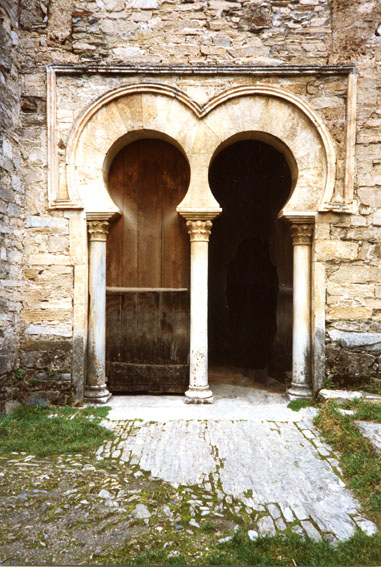
Santiago de Peñalba

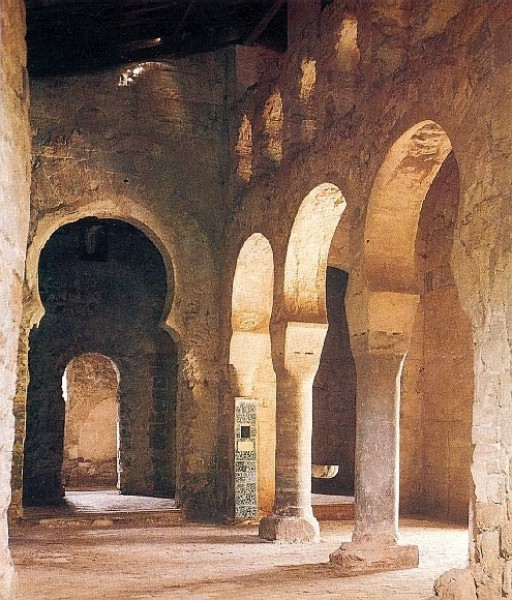
San Millán de la Cogolla

La palabra «mozárabe» deriva del árabe must'aribûn, cristianos arabizados. La arquitectura cristiana conocida como «mozarabe» o «arte de repoblación» fue una arquitectura cristiana heredera tanto de la arquitectura visigoda como de la arquitectura omeya del Emirato de Córdoba
Utilizó el arco de herradura, por tanto, por dos razones, aunque estos arcos son claramente de tradición cordobesa, más cerrados y abovedados que los arcos de tradición visigoda. Aquí también, el arco de herradura encuentra múltiples aplicaciones:
- ábside o absidiolos de planta de herradura:
  - Iglesia de San Miguel de Escalada;[Co. 7][Ba. 7][Ba. 8]
  - San Cebrián de Mazote;[Co. 8]
  - ermita de San Miguel de Celanova;[Co. 9]
  - Iglesia de Bobastro;[Ba. 7][B. 5]
- arco triunfal:
  - San Cebrián de Mazote;[Co. 10]
  - Ermita de San Baudelio de Berlanga;[Co. 11]
- arcos de la bóveda:
  - Ermita de San Baudelio de Berlanga;[Ba. 9]
- galería porche formada por arcos de herradura:
  - Iglesia de San Miguel de Escalada;[Co. 10][Ba. 7]
- arcos de la nave:
  - Santa María de Lebeña;[Co. 12][Ba. 10]
  - Iglesia de San Miguel de Escalada;[Co. 8][Ba. 11]
  - San Cebrián de Mazote;[Co. 8]
  - Iglesia de Bobastro;[B. 5]
  - ermita de San Baudelio de Berlanga (arcos soportando la tribuna);[Ba. 12]
  - Monasterio de San Millán de la Cogolla;[Ba. 13]
- puerta o portal peraltado:
  - ermita de San Miguel de Celanova (arco de herradura con arco de herradura inscrito);[Co. 13]
  - Iglesia de Santiago de Peñalba;[Co. 14]
  - Ermita de San Baudelio de Berlanga.
- ventana peraltada:
  - Iglesia de San Miguel de Escalada;[Ba. 11]
  - ermita de San Miguel de Celanova.[Co. 15][Ba. 14]

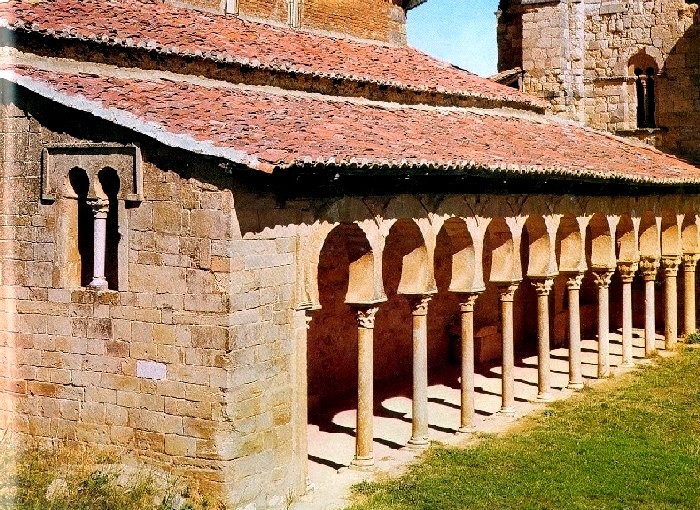
La galería del porche de San Miguel de Escalada
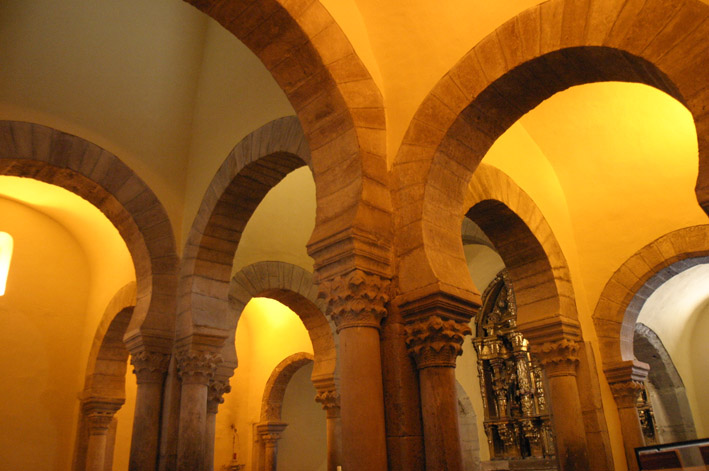
Santa María de Lebeña
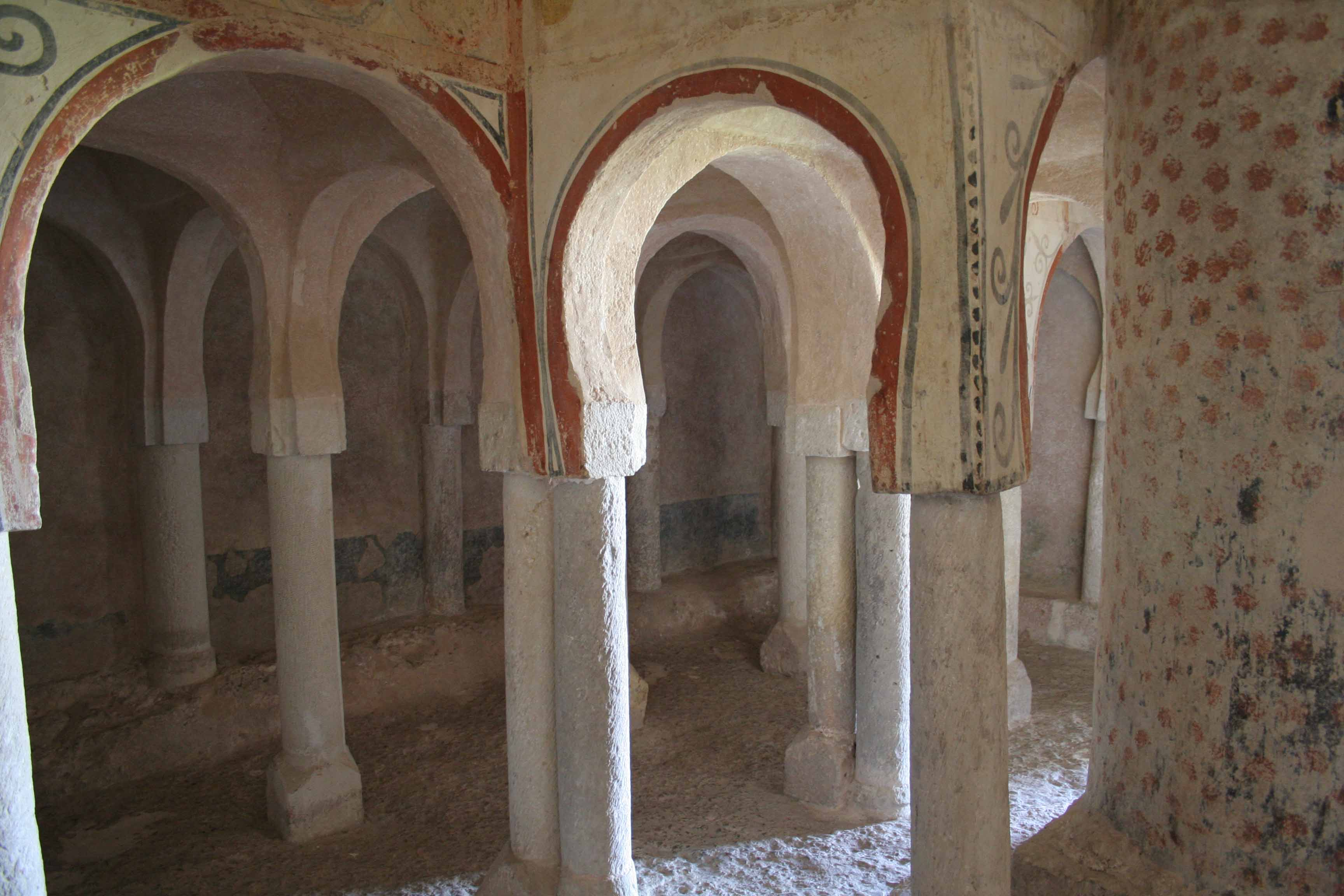
Ermita de San Baudelio de Berlanga

## Arquitectura de los reinos de Taifa (sigloXI)
El arco de herradura fue utilizado por la arquitectura de los reinos de taifa, que sucedió en el siglo XI a la arquitectura omeya. Adorna por ejemplo la puerta que da acceso a la mezquita del palacio de la Aljafería de Zaragoza así como uno de los accesos a la Sala Dorada. También hubo una evolución específica: el arco de herradura quebrado, que apareció en la propia Aljafería entre 1065 y 1081.

## Arte románico (siglosXI-XII)
Durante el románico, las regiones constitutivas de la antigua Septimania, el Rosellón y el Languedoc, siguieron caracterizándose por el uso del arco de herradura heredado de la tradición visigoda (de posible influencia califal).

### Escultura románica delsigloXI

#### Frentes de altares, dinteles
En Saint-Génis-des-Fontaines y en Saint-André-de-Sorède (en el Rosellón) se encuentran dos bajorrelieves románicos de principios del siglo XI que representan a Cristo en la gloria enmarcado por personajes alojados cada uno bajo un arco de herradura. Inicialmente, cada uno de estos bajorrelieves constituiría probablemente un frente de altar, luego reutilizados como dinteles a nivel del portal.

Dinteles románicos
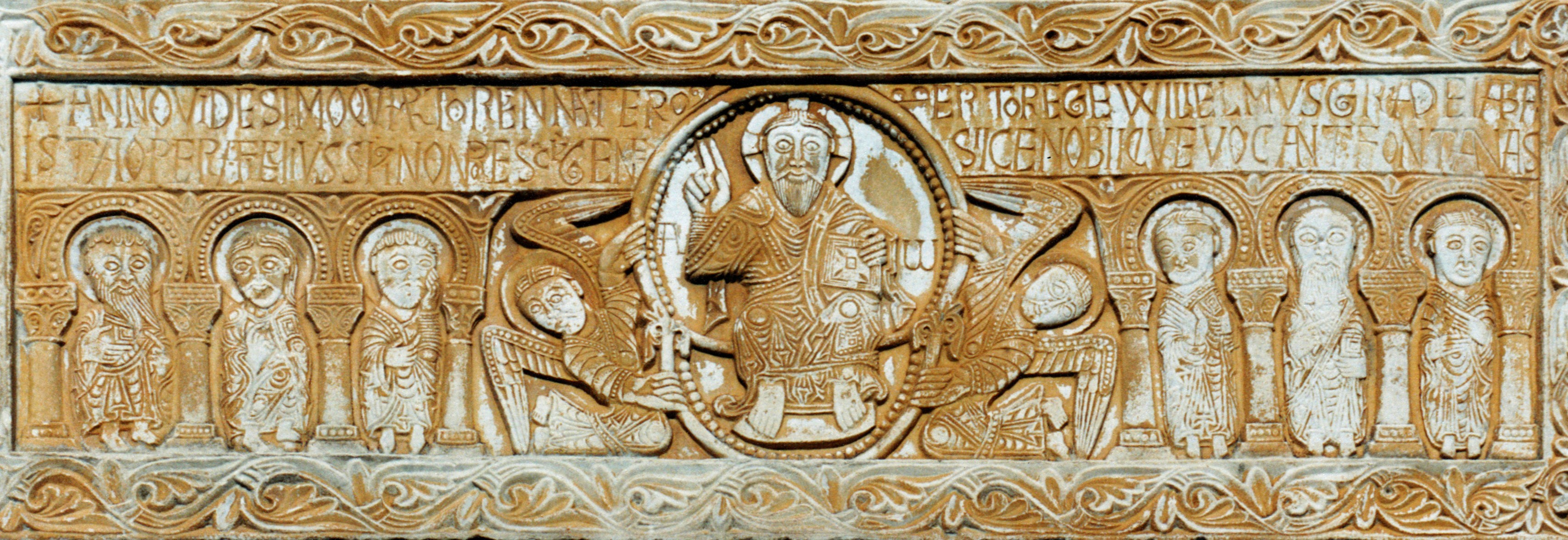
Dintel de la abadía de Saint-Génis-des-Fontaines
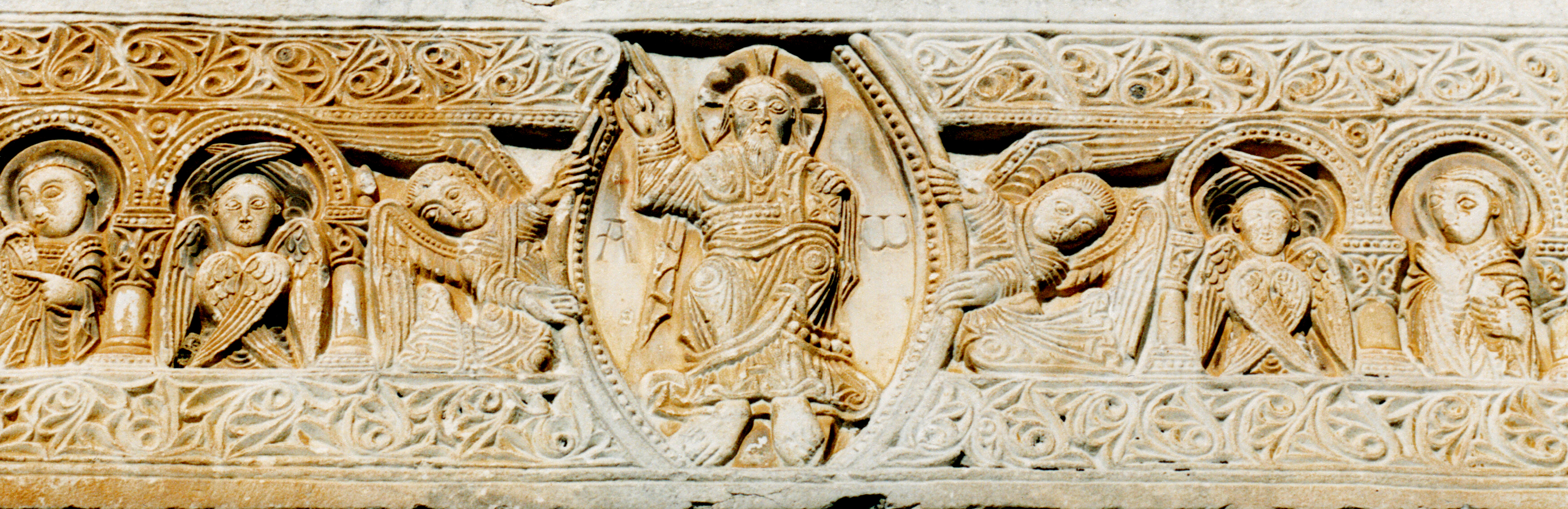
Dintel de Saint-André-de-Sorède

#### Altares lobulados del Languedoc
Se encuentran varias mesas de altar en el Languedoc adornados con arcos de herradura: estos altares se llaman «autels à lobes languedociens (altares lobulados del Languedoc).
La iglesia de Sainte-Marie de Quarante alberga dos altares lobulados del siglo XI: el altar mayor con su refinada decoración es uno de los altares con lóbulos más bellos del Languedoc.

### Arquitectura románica delsigloXII
El arco de herradura fue utilizado muy ocasionalmente por la arquitectura románica.
Se encuentra, por ejemplo, en el portal de la capilla de Saint-Nazaire de Roujan y en el de la capilla de Saint-Hippolyte de Loupian en Languedoc, coronado por un arco festoneado.

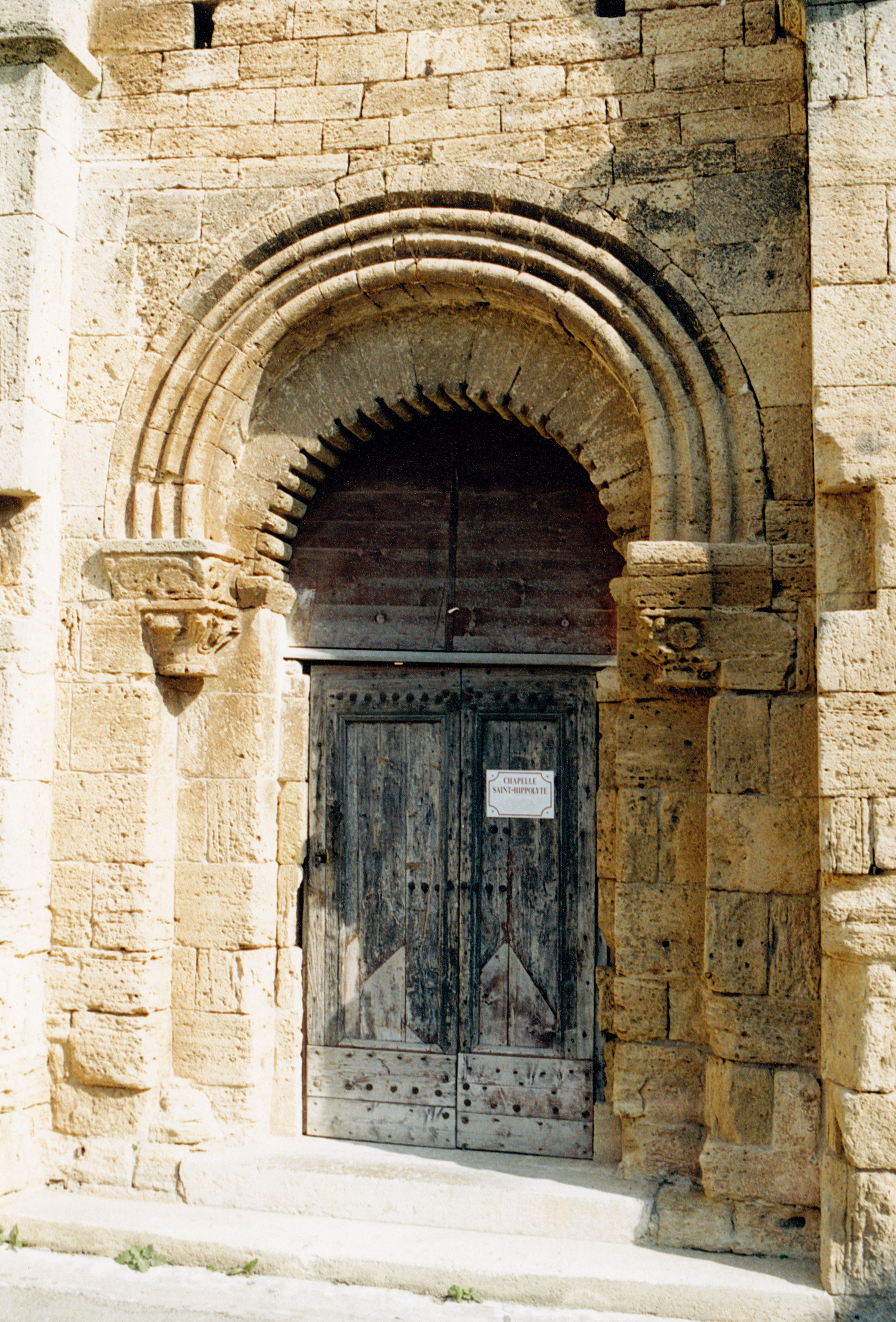
Capilla de Saint-Hippolyte de Loupian
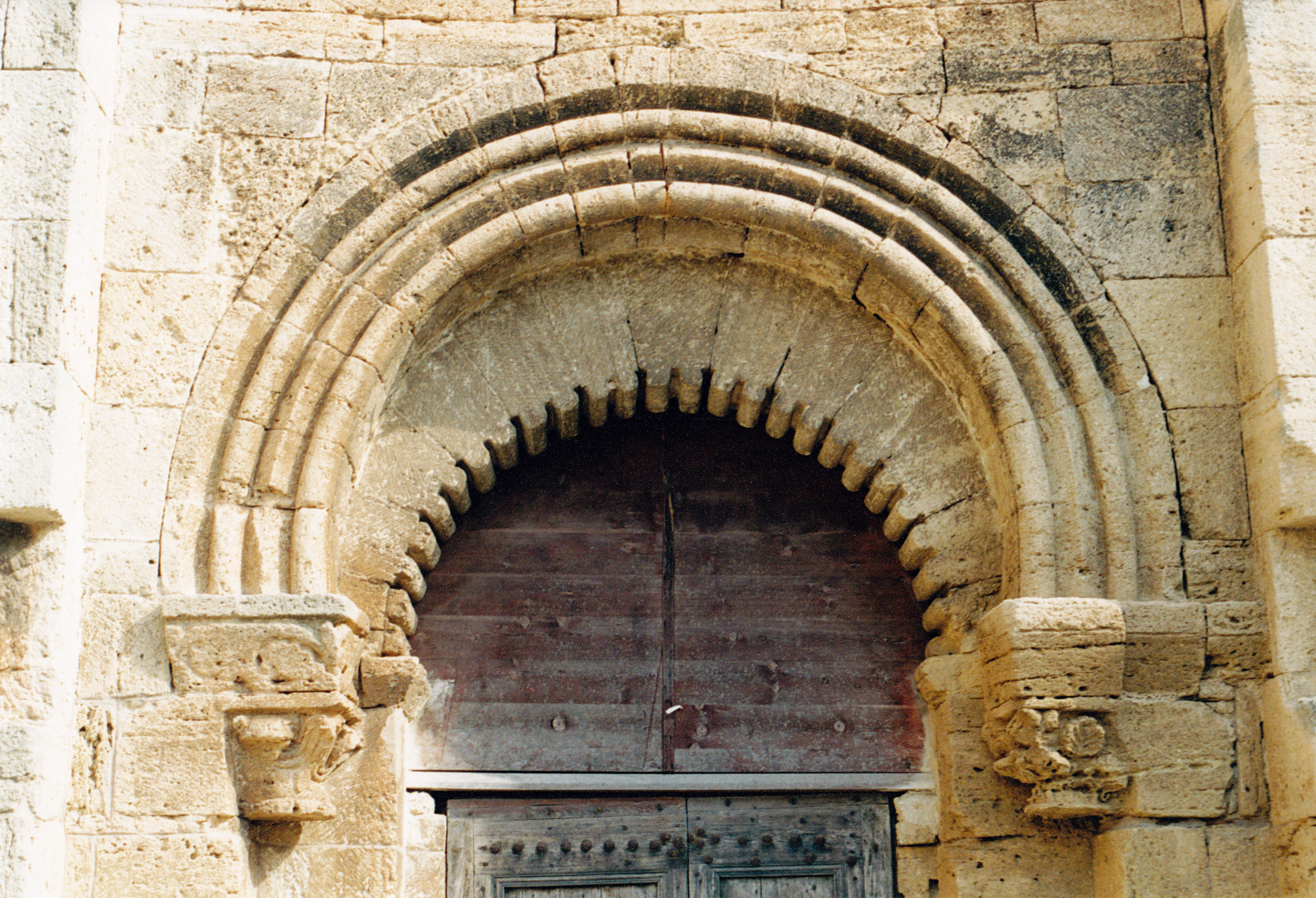
Arco de la capilla Saint-Hippolyte de Loupian
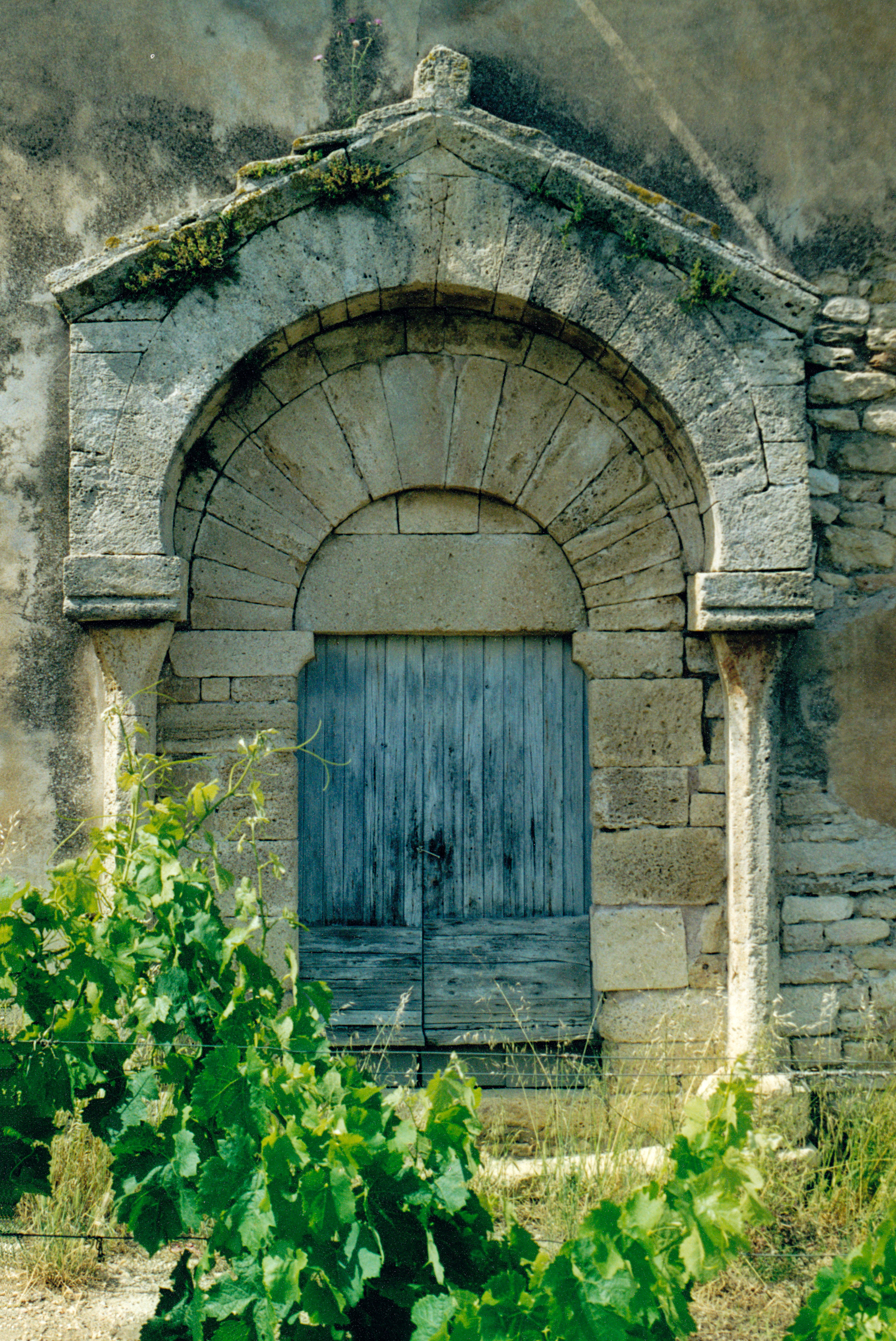
Capilla de Saint-Nazaire en Roujan

## Arquitectura mudéjar

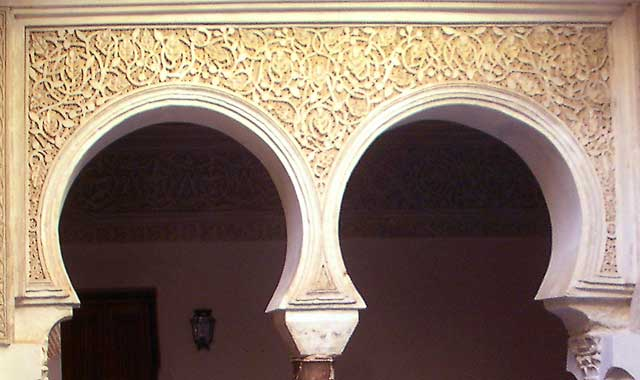
Real Monasterio de Santa Clara de Tordesillas

## Arquitectura musulmana en el Magreb

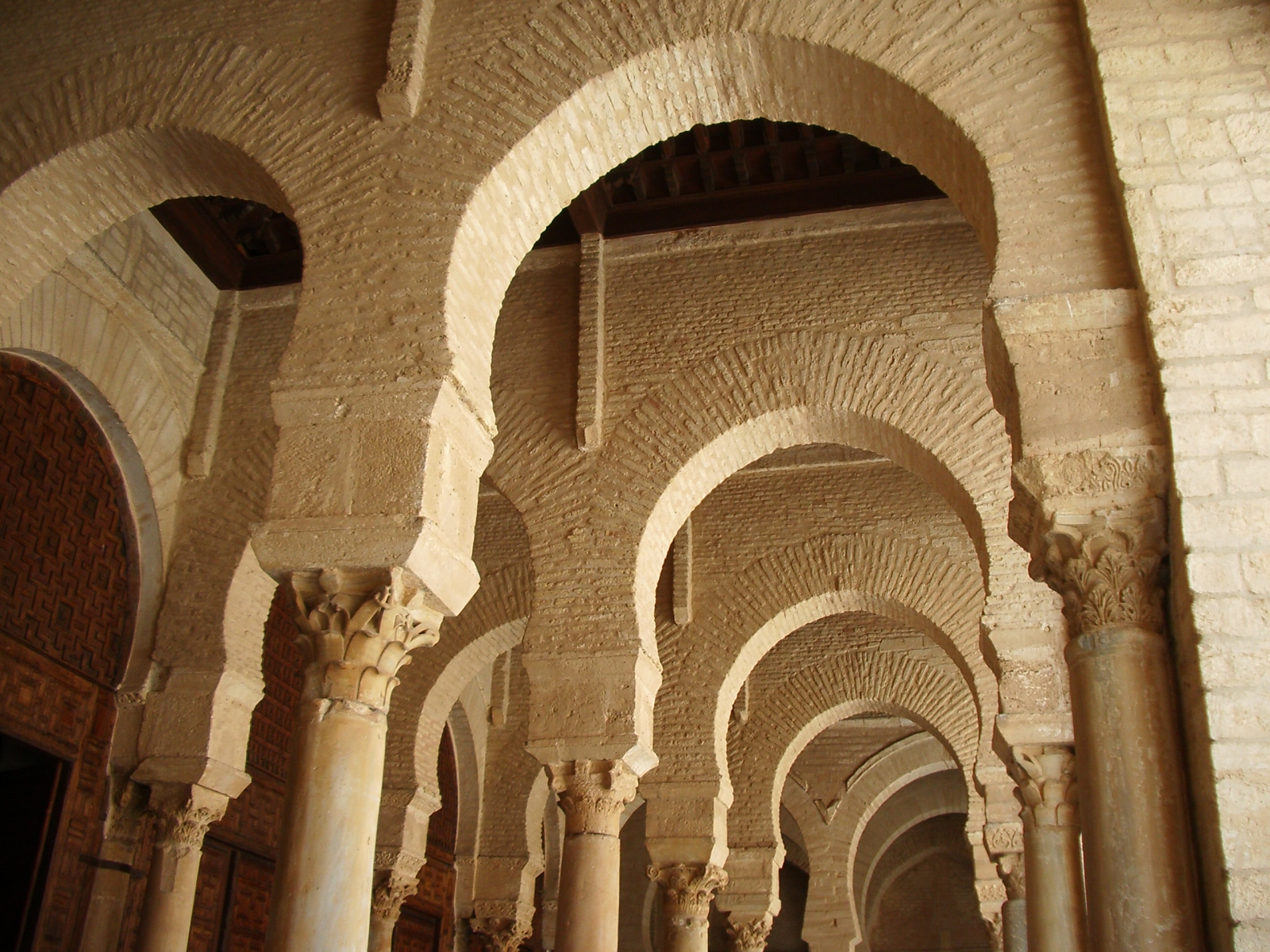
Gran Mezquita de Kairouan, en Kairouan, Túnez

## Arquitectura de inspiración orientalista

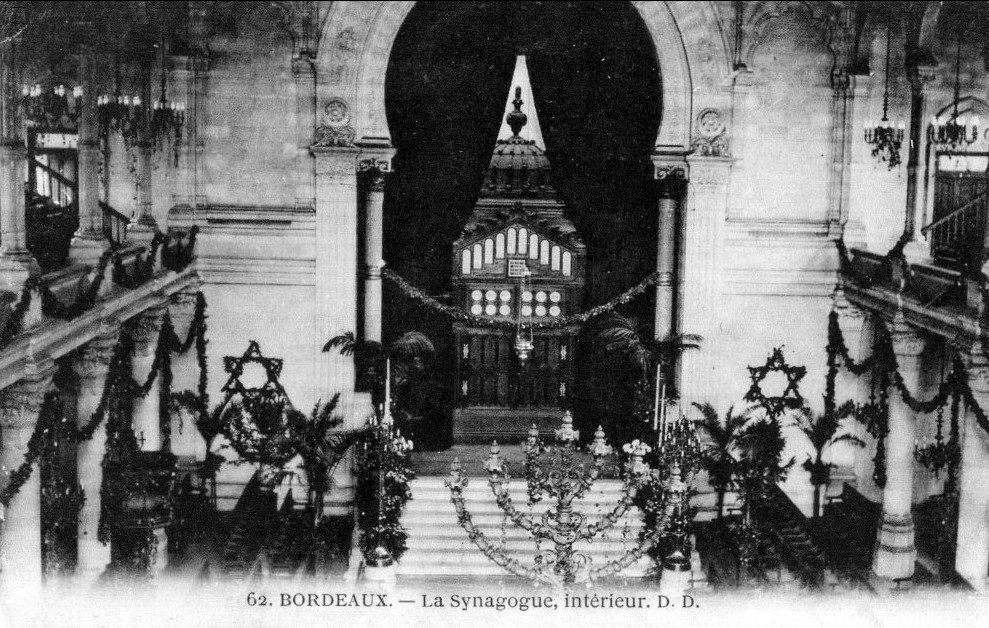
Interior de la Gran Sinagoga de Burdeos, construida en 1877-1882, fotografía de 1900-1920.

## Arquitectura Art Nouveau (sigloXX)
Finalmente se encuentra el arco de herradura en la arquitectura geométrica Art Nouveau: toma la forma de una gran ventana circular interrumpida por un balcón.
El ejemplo más bello de Bélgica es la Maison Nelissen, ubicada en la avenida del Monte Kemmel n.º 5 en Forest, en las afueras de Bruselas: un ventanal con arco de herradura se abre a la terraza de una logia también con arco de herradura.

## Arquitectura Art Nouveau

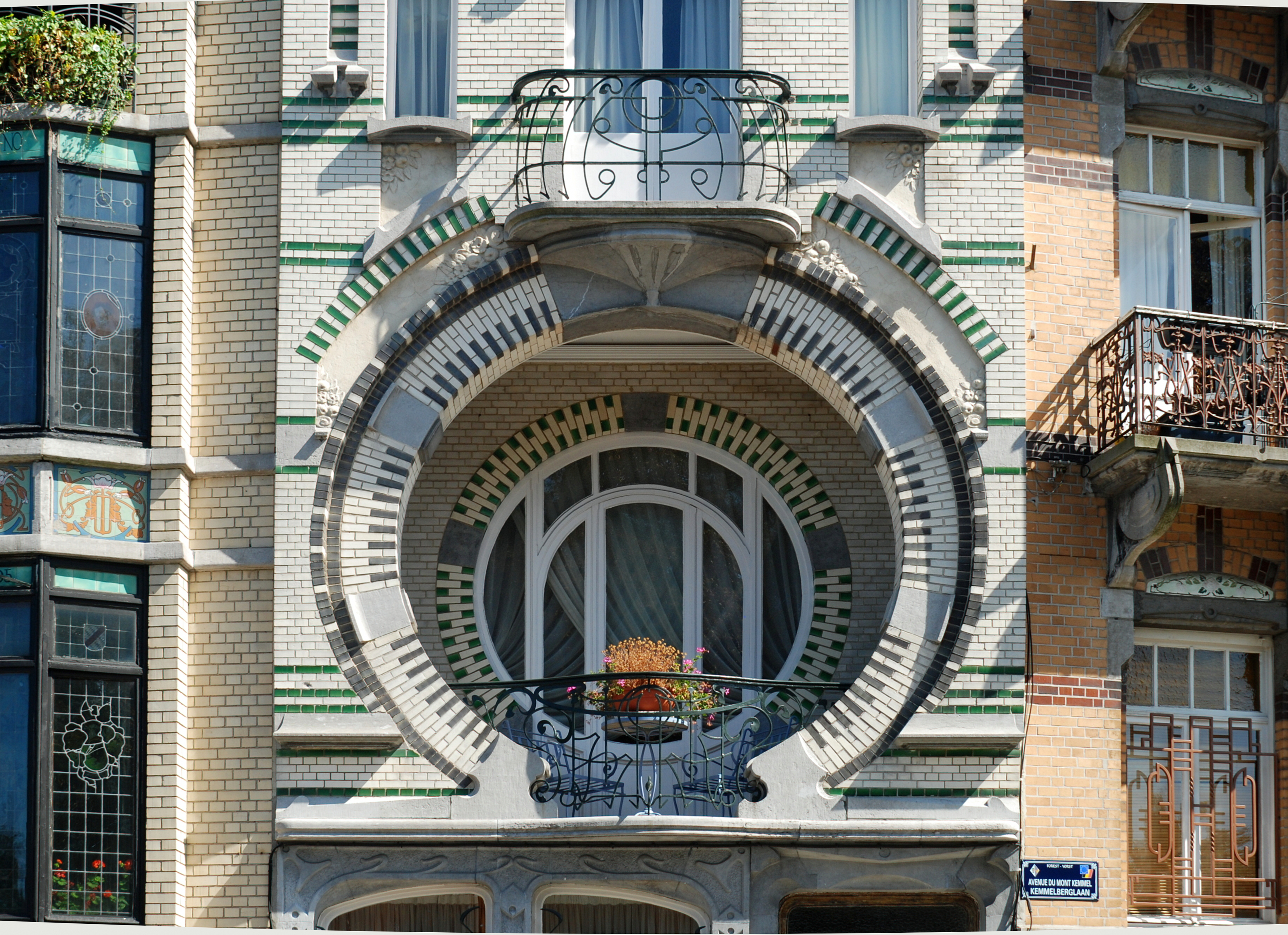
Maison Nelissen en Bruselas

## Tipo de arco derivado
- Arco de herradura quebrado